# Charles Darwin
Charles Robert Darwin (wym. [ˈtʃɑːlz ˈdɑːwɪn]), Karol Darwin (ur. 12 lutego 1809 w Shrewsbury, zm. 19 kwietnia 1882 w Downe) – brytyjski przyrodnik i geolog, twórca teorii ewolucji, zgodnie z którą wszystkie gatunki pochodzą od wcześniejszych form, autor publikacji, w których przedstawił argumenty na poparcie swej tezy. Darwin uważał, że rozgałęziony schemat ewolucji wynika z procesu, który nazwał doborem naturalnym. Prawdziwość teorii ewolucji została zaakceptowana przez wielu naukowców, przyrodników i dużą część społeczeństwa już za życia Darwina; jednak po pojawieniu się współczesnej syntezy ewolucji (którą opracowano w okresie od początku lat 30. do końca lat 50. XX wieku) naukowcy powszechnie zgodzili się, że dobór naturalny jest podstawowym mechanizmem ewolucji, a sam proces ciągłych zmian, z których wyłaniają się nowe jakości, niezaprzeczalnym faktem. W swojej zmodyfikowanej formie odkrycia naukowe Darwina są teorią unifikującą nauki o życiu i wyjaśniającą różnorodność biologiczną.
Zainteresowania naukowe Darwina sprawiły, że porzucił on studia w dziedzinie medycyny, w której początkowo kształcił się na Uniwersytecie Edynburskim, i przyłączył się do badań nad bezkręgowcami morskimi. Późniejsze studia na Uniwersytecie w Cambridge wzbudziły w nim fascynację naukami przyrodniczymi. W czasie pięcioletniej podróży na statku HMS Beagle rozwinął też swoją wiedzę geologiczną i zebrał materiały do badań geologicznych. Jego obserwacje i teorie potwierdzały uniformitarystyczne poglądy Charlesa Lyella, a publikacja dziennika z podróży spotkała się z żywym zainteresowaniem czytelników. Zaintrygowany problemami geograficznego rozmieszczenia okazów dzikiej przyrody i skamieniałości, które zebrał podczas podróży, Darwin badał zmiany, jakim ulegały gatunki i w 1838 stworzył teorię doboru naturalnego. Chociaż z wieloma przyrodnikami wymieniał poglądy na temat swoich teorii, dużo czasu poświęcał własnym badaniom, w których koncentrował się na geologii. Swoją teorię spisał w 1858, gdy Alfred Russel Wallace przesłał mu swoją pracę, w której przedstawił poglądy bardzo podobne do jego własnych. Skłoniło go to do szybkiego opublikowania z Wallace’em wspólnej pracy dotyczącej ich teorii pt. On the Tendency of Species to form Varieties; and on the Perpetuation of Varieties and Species by Natural Means of Selection („O skłonności gatunków do tworzenia odmian oraz o utrwalaniu się gatunków drogą doboru naturalnego”).
W swojej książce z 1859 roku O powstawaniu gatunków drogą doboru naturalnego, Darwin tłumaczył zróżnicowanie występujące w naturze ewolucyjnym dziedziczeniem modyfikacji. Natomiast w dziele The Descent of Man, and Selection in Relation to Sex („O pochodzeniu człowieka i doborze w odniesieniu do płci”), której ciągiem dalszym była książka The Expression of the Emotions in Man and Animals („O wyrażaniu emocji u człowieka i zwierząt”), badał ewolucję człowieka i dobór płciowy. Szereg książek poświęcił też badaniom nad roślinami, a w swej ostatniej pracy badał dżdżownice i ich wpływ na glebę.
W uznaniu wybitnych osiągnięć Darwina przyznano mu między innymi Medal Copleya. W 1868 otrzymał Pour le Mérite za Naukę i Sztukę. Po śmierci urządzono mu państwowy pogrzeb, jako jednemu z pięciu Brytyjczyków w XIX wieku nienależących do rodziny królewskiej. Pochowano go w Opactwie Westminsterskim, obok Johna Herschela i Isaaca Newtona.

## Życiorys

### Dzieciństwo i edukacja

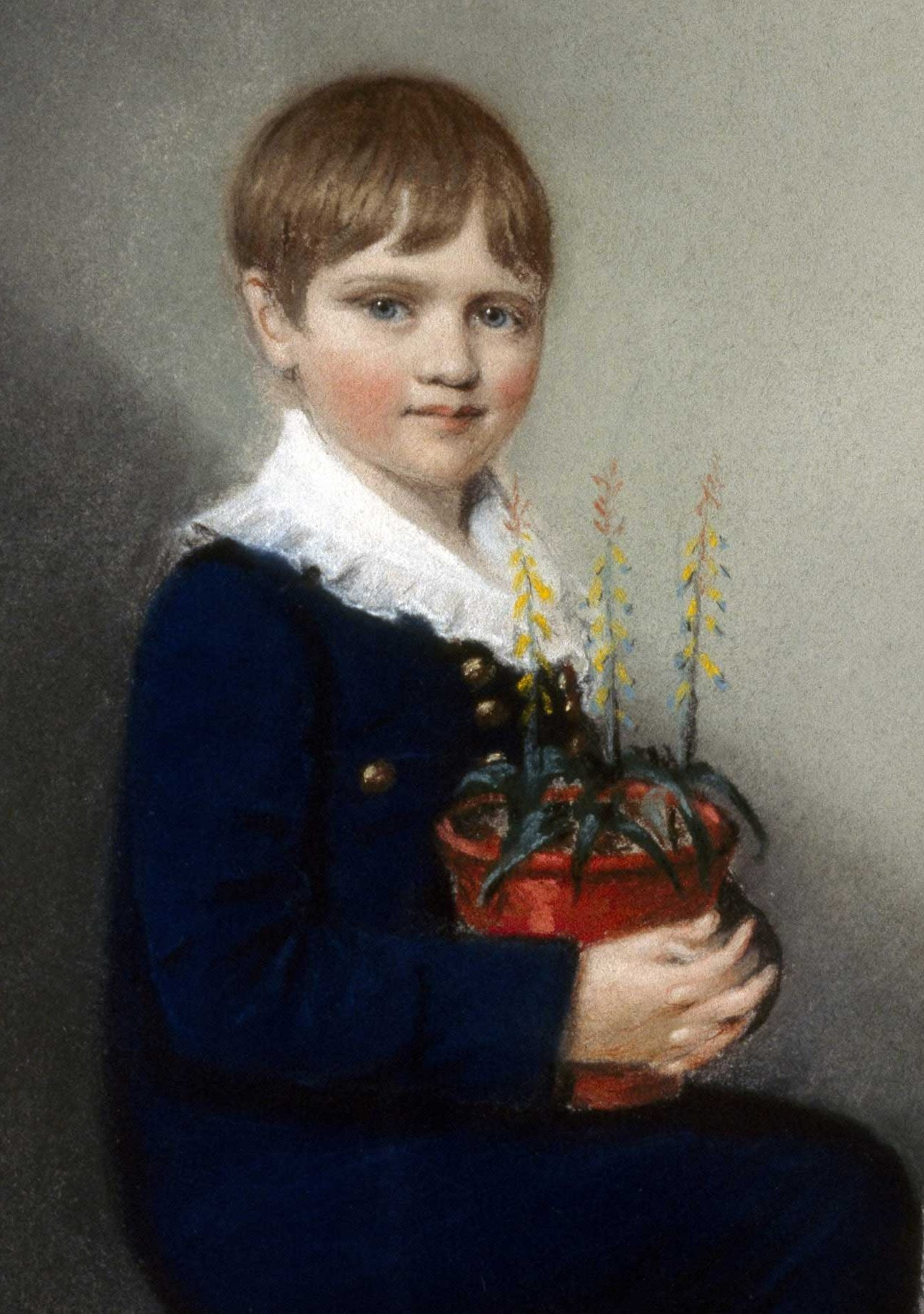
Siedmioletni Darwin w 1816

Charles Robert Darwin urodził się w Shrewsbury 12 lutego 1809 w swoim domu rodzinnym The Mount. Był piątym z sześciorga dzieci lekarza i finansisty Roberta Darwina i Susannah Darwin z domu Wedgwood. Był wnukiem przyrodnika Erasmusa Darwina ze strony ojca i przemysłowca Josiaha Wedgwooda ze strony matki. Pod względem przekonań religijnych obie rodziny były w dużym stopniu unitarianistyczne, choć Wedgwoodowie należeli do kościoła anglikańskiego. Robert Darwin, pomimo swoich skrywanych poglądów wolnomyślicielskich, ochrzcił Charlesa w kościele anglikańskim. Wszystkie dzieci uczęszczały z matką do kaplicy unitariańskiej. W 1817 Darwin zaczął uczęszczać do szkoły prowadzonej przez kaznodzieję unitariańskiego. Ośmioletni wówczas chłopiec wykazywał zainteresowanie historią naturalną i kolekcjonowaniem. W lipcu tego samego roku zmarła jego matka. Od września 1818 dołączył do swojego brata Erasmusa i razem uczęszczali do pobliskiej szkoły anglikańskiej z internatem – Shrewsbury School.
Lato 1825 Charles spędził jako lekarz-praktykant, pomagając ojcu w leczeniu biednych w Shropshire. Następnie w październiku 1825 wraz z bratem Erasmusem rozpoczął naukę na Uniwersytecie Edynburskim; on jako student pierwszego roku, a Erasmus jako praktykant w szpitalu w ramach ostatniego roku studiów medycznych. Wykłady na uniwersytecie go nudziły (szczególnie niechętnie podchodził do zajęć z chirurgii), więc zaniedbywał studia. Uczył się preparowania eksponatów taksydermicznych u Johna Edmonstone’a, wyzwolonego czarnoskórego niewolnika, który wcześniej towarzyszył Charlesowi Watertonowi podczas wyprawy w lasy deszczowe Ameryki Południowej.
Na drugim roku studiów dołączył do Plinian Society, grupy studentów zajmującej się historią naturalną, którzy w swoich debatach skłaniali się w stronę radykalnego materializmu. Na spotkaniu Plinian Society przemawiał tylko raz, 27 marca 1827, gdy przedstawił dwa odkrycia:

Chodziło o to, iż tzw. jaja Flustra [jeden z mszywiołów morskich – tłum] mają zdolność do samodzielnego poruszania się za pomocą rzęsek. W rzeczywistości są to larwy. W innej znów rozprawce wykazałem, że drobne kuliste ciałka uważane za młodociane postacie Fucus loreus są jajowymi torebkami robaka Pontobdella muricata.

Pomagał Robertowi Grantowi w jego badaniach nad anatomią i cyklem życia bezkręgowców morskich w zatoce Firth of Forth. Kiedy pewnego dnia Grant pozytywnie wypowiedział się o poglądach na temat ewolucji Jean-Baptiste'a de Lamarcka, Darwin był zaskoczony śmiałością poglądów Lamarcka, nie przerodziło się to jednak od razu w zainteresowanie ewolucją, może dlatego, że niedługo wcześniej zapoznał się z podobnymi poglądami swojego dziadka Erasmusa.
Uczęszczał na kurs historii naturalnej prowadzony przez Roberta Jamesona, nie miał jednak o nim dobrego zdania; na kursie omawiano zagadnienia geologiczne, jednym z nich był spór pomiędzy zwolennikami neptunizmu i plutonizmu. W tym samym czasie uczył się klasyfikacji roślin i pomagał w opiekowaniu się zbiorami Królewskiego Muzeum w Edynburgu, jednego z największych ówczesnych muzeów w Europie.
Zaniedbywanie studiów medycznych irytowało jego ojca, który w końcu wysłał syna do Christ’s College w Cambridge, gdzie miał uzyskać tytuł licencjata, by rozpocząć karierę duchownego anglikańskiego. Darwin rozpoczął studia w styczniu 1828, ale bardziej interesowało go jeździectwo i strzelectwo. Jego kuzyn, William Darwin Fox, zapoznał go z modnym wówczas zbieraniem chrząszczy, których Darwin stał się zagorzałym kolekcjonerem. Opisy niektórych z jego znalezisk opublikowano w Illustrations of British Entomology Jamesa Francisa Stephensa. W okresie tym Darwin stał się bliskim przyjacielem i zwolennikiem profesora botaniki Johna Henslowa. Poznał również innych czołowych przyrodników, którzy pracę naukową utożsamiali z teologią naturalną. Darwin stał się wówczas znany jako „człowiek, który chodzi z Henslowem”. Gdy zaczęły zbliżać się terminy egzaminów, skoncentrował się na nauce. Zachwyciły go język i logika Evidences of Christianity Williama Paleya. Ogólnie mówiąc, Darwin był jednym z lepszych studentów: na egzaminach końcowych w styczniu 1831 zajął dziesiąte miejsce na 178 osób.
Darwin pozostał w Cambridge do czerwca 1831. Studiował Natural Theology („Teologię naturalną”) Paleya, w której autor próbował udowodnić poprzez dzieła natury istnienie Boga (argument teleologiczny) a procesy adaptacji w przyrodzie tłumaczył ingerencją Boga działającego poprzez prawa przyrody. Zapoznał się również z nową książką Johna Herschela, która za najważniejszy cel filozofii przyrody uznawała zrozumienie jej praw poprzez rozumowanie indukcyjne opierające się na obserwacji. Przeczytał również Personal Narrative Alexandra Humboldta – relację z podróży naukowych niemieckiego przyrodnika. Lektury te napełniły go entuzjazmem i rozpaliły pragnienie, aby swoimi odkryciami również przyczynić się do pogłębienia wiedzy przyrodniczej – Darwin po zakończeniu nauki planował odwiedzić Teneryfę, by wraz z kilkorgiem kolegów z uczelni badać przyrodę w tropikach. W ramach przygotowań do tego wyjazdu zapisał się na kurs geologii u Adama Sedgwicka, a latem wyjechał z nim mapować warstwy geologiczne w Walii.
Po dwóch tygodniach spędzonych z kolegami w Barmouth wrócił do domu, gdzie czekał na niego list od Henslowa. Henslow zaproponował Darwina jako odpowiedniego przyrodnika do udziału w wyprawie kapitana Roberta FitzRoya, której celem było sporządzenie map wybrzeża Ameryki Południowej. Ekspedycja miała wyruszyć za cztery tygodnie na statku HMS Beagle. Darwin miał sam pokryć koszty swojego uczestnictwa, widziano go przy tym bardziej w roli towarzysza podróży niż zbieracza. Ojciec był przeciwny zaplanowanej na dwa lata podróży, uważając ją za stratę czasu, ale za namową swojego szwagra, Josiaha Wedgwooda II, zgodził się na udział syna w wyprawie.

### Podróż statku HMS Beagle

Podróż HMS „Beagle”

Podróż statku HMS Beagle była zaplanowana na 24 października 1831 roku, jednak z powodu problemów z przygotowaniami do wyprawy wypłynięcie statku opóźniło się do 27 grudnia. Podróż trwała prawie 5 lat – zgodnie z zamierzeniami FitzRoya. Gdy statek przybijał do brzegu, Darwin większość czasu spędzał na lądzie, prowadząc badania geologiczne i zbierając materiały do badań nad historią naturalną, podczas gdy na HMS Beagle sporządzano mapy wybrzeża. Ze swoich obserwacji i spekulacji teoretycznych sporządzał staranne notatki; co pewien czas przesyłał do Cambridge zebrane próbki i listy, w tym kopię swojego dziennika dla rodziny. Miał już pewne doświadczenie w prowadzeniu badań geologicznych, zbieraniu chrząszczy i w preparowaniu morskich bezkręgowców, ale we wszystkich innych dziedzinach był nowicjuszem, zbierał więc próbki do późniejszej ich oceny przez specjalistów. Pomimo tego, że wielokrotnie cierpiał z powodu choroby morskiej, prowadził badania bezkręgowców morskich, a większość jego notatek zoologicznych dotyczyła właśnie tych zwierząt.
Podczas pierwszego postoju na lądzie w Santiago na Wyspach Zielonego Przylądka odkrył muszle w białym paśmie skał wysoko w wulkanicznych klifach. FitzRoy dał mu do przeczytania pierwszy tom Principles of Geology („Zasady geologii”) Charlesa Lyella, w których autor przedstawił swoje uniformitarystyczne koncepcje, przedstawiając wizję lądu powoli wznoszącego się lub opadającego przez bardzo długie okresy czasu. Darwin zgadzał się z Lyellem, tworząc własne teorie i myśląc nad napisaniem książki na temat geologii. W Brazylii zachwyciły go lasy tropikalne na nabrzeżu Bahii. Nie popierał niewolnictwa, które uważał za odrażające.
W Punta Alta w Patagonii dokonał ważnego odkrycia wymarłych, ogromnych ssaków, których pozostałości znajdowały się w klifach obok współczesnych muszli. Wskazywało to na ich niedawne wymarcie, Darwin nie znalazł jednak żadnych oznak nagłej zmiany klimatu lub innej katastrofy, która mogła do tego doprowadzić. Zidentyfikował Megatherium americanum o kościstym pancerzu, który początkowo wydał mu się ogromną odmianą pancerza miejscowych pancerników. Odkrycia te spotkały się w Anglii z wielkim zainteresowaniem. W czasie wypraw z gauchami w głąb lądu w celu prowadzenia badań geologicznych i zebrania skamieniałości poznał społeczne, polityczne i antropologiczne aspekty życia rodzimych Indian i kolonizatorów w dobie przemian (krótko wcześniej, w 1816, Argentyna wywalczyła sobie niepodległość od Hiszpanii). W tym czasie przekonał się również, że dwie odmiany nandu zamieszkiwały na oddzielnych, lecz zachodzących na siebie terytoriach. Dalej na południe zobaczył terasy morskie – stopniowo wznoszące się równiny złożone z kamieni i muszli. Po przeczytaniu drugiego tomu książki Lyella zaakceptował jego teorię „ośrodków tworzenia” gatunków; własne odkrycia i rozważania zmusiły go jednak do niezgodzenia się ze zdaniem Lyella o niczym niezakłócanej ciągłości istnienia gatunków i ich wymieraniu.

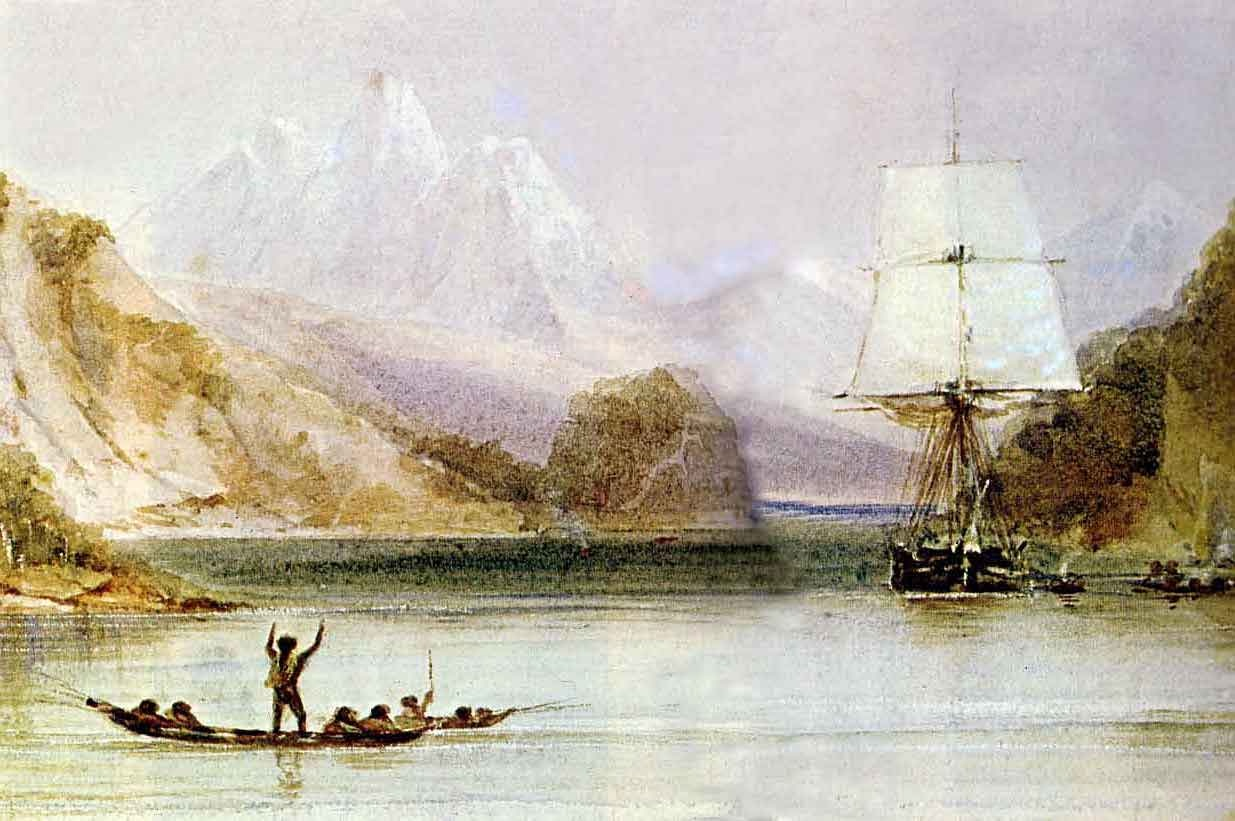
Podczas gdy na HMS „Beagle” sporządzano mapy wybrzeża Ameryki Południowej, Darwin formułował swoje teorie na temat geologii i wymierania olbrzymich ssaków

Na pokładzie statku było trzech Indian z plemienia Jagan, schwytanych w czasie pierwszej podróży HMS Beagle. Spędzili oni wcześniej rok w Anglii i zostali odesłani z powrotem na Ziemię Ognistą w roli misjonarzy. Darwin uważał ich za przyjacielskich i cywilizowanych, jednakże ich krewni wydali mu się „nędznymi, zdegradowanymi dzikusami”; różnili się od nich tak bardzo, jak zwierzęta dzikie od udomowionych. Według Darwina różnica ta ukazywała postęp kulturowy, a nie niższość rasową. W odróżnieniu od swoich przyjaciół naukowców uważał od tej pory, że nie istnieje żadna nieprzekraczalna bariera pomiędzy ludźmi a zwierzętami. Rok później Indianie porzucili swoją misję na Ziemi Ognistej. Jaganin, którego Europejczycy nazywali Jemmy Button, żył odtąd jak inni tubylcy, miał żonę i nie chciał już wracać do Anglii.
W Chile Darwin był świadkiem trzęsienia ziemi, na skutek którego mógł się przekonać, że poziom morza był kiedyś wyższy niż obecnie (trzęsienie ziemi odsłoniło warstwy muszli omułkowatych, znajdujące się powyżej poziomu pływów morskich). Również wysoko w Andach zobaczył muszle i liczne skamieniałe drzewa rosnące dawniej na piaszczystej plaży. Wysunął teorię mówiącą, że w miarę unoszenia się lądu zatapiane były wyspy oceaniczne, a wokół nich rozrastały się rafy koralowe, tworząc atole.
Na stosunkowo (w skali geologicznej) młodych wyspach Galapagos Darwin szukał dowodów na związki dzikiej przyrody ze starszym „centrum stworzenia” i odkrył przedrzeźniacze, spokrewnione z gatunkiem występującym w Chile, które jednak na każdej z wysp archipelagu nieznacznie różniły się wyglądem. Usłyszał, że drobne różnice w kształcie skorup żółwi lądowych mogą wskazywać na ich pochodzenie, jednak nie zbierał tych skorup, chociaż codziennie jadł żółwie brane na pokład jako pożywienie. W Australii kanguroszczurowate i dziobak wydały mu się tak niezwykłe, że zauważył, że zwierzęta te wyglądają tak, jakby pracowało przy nich dwóch różnych Stwórców. Aborygenów uważał za dobrodusznych i miłych; zanotował również ich wyniszczanie przez europejskie osadnictwo.
HMS Beagle badał też sposób powstawania atoli Wysp Kokosowych. Wyniki tych badań wspierały teorię Darwina. FitzRoy rozpoczął pisanie oficjalnej relacji z podróży HMS Beagle i po przeczytaniu dzienników Darwina zaproponował włączenie ich do niej. Później Darwin przeredagował swój dziennik z podróży i wydał go na nowo jako oddzielny trzeci tom swojego dzieła na temat historii naturalnej.
W Kapsztadzie Darwin i FitzRoy spotkali Johna Herschela, który wcześniej napisał list do Lyella, wyrażając się w nim z uznaniem o jego uniformitaryzmie, jako dającym początek śmiałym spekulacjom na temat „tej zagadki zagadek, zastępowania wymarłych gatunków przez inne”, umożliwiającym też „naturalne wyjaśnienie w przeciwieństwie do postrzegania tych zjawisk w kategoriach cudowności”. Organizując swoje notatki podczas podróży powrotnej, Darwin napisał, że jeśli jego narastające podejrzenia dotyczące przedrzeźniaczy, żółwi lądowych i wilka falklandzkiego były prawdziwe, to „takie fakty podważają stabilność gatunków”, później ostrożnie zamieniając „podważają” na „podważałyby” (ang. would undermine). Następnie napisał, że takie fakty „wydawały mu się rzucać trochę światła na pochodzenie gatunków”.

### Powstanie teorii ewolucji

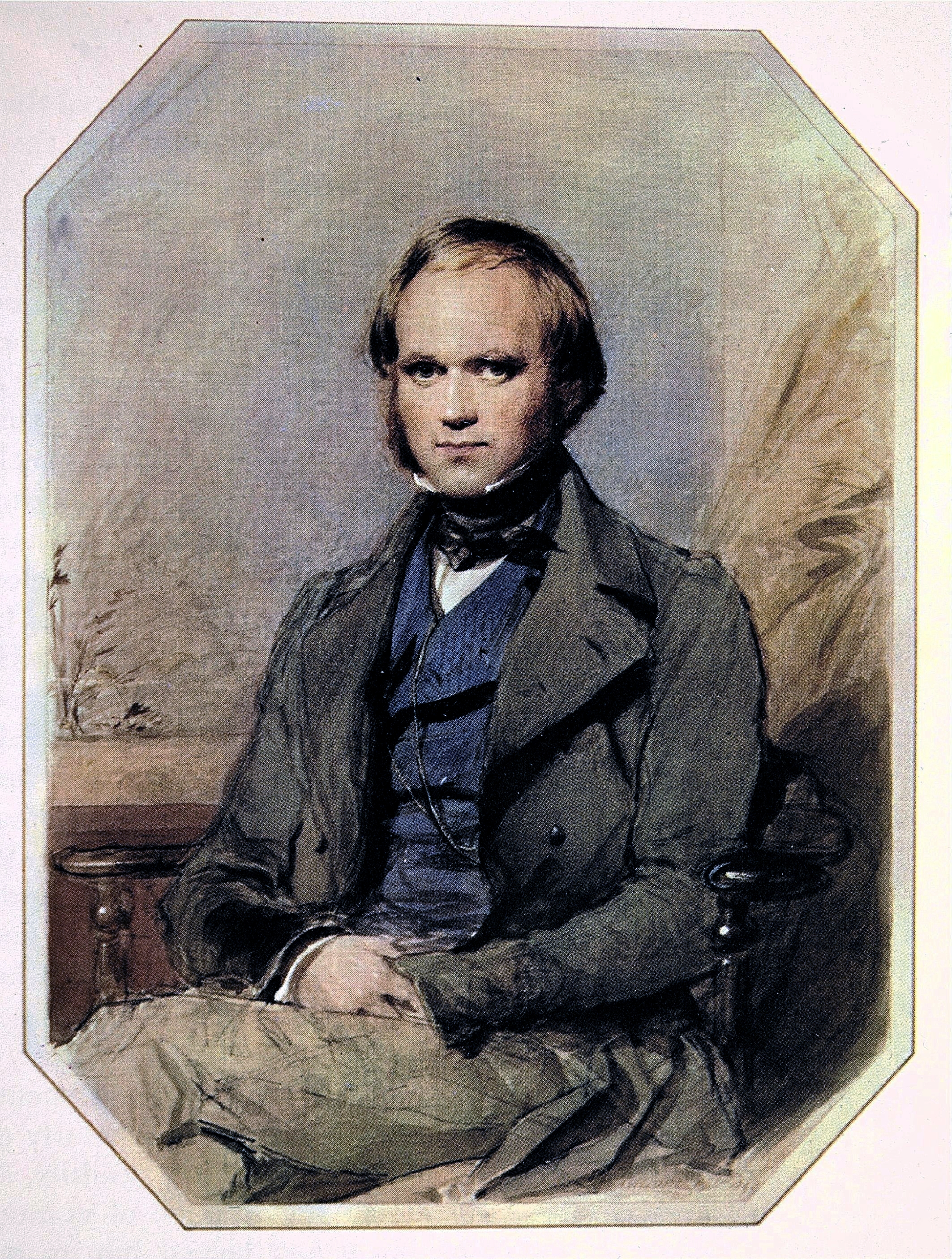
Będąc młodym mężczyzną, Charles Darwin dołączył do elity naukowej

Gdy HMS Beagle 2 października 1836 powrócił z wyprawy, Darwin był już sławny w kręgach naukowych dzięki swojemu byłemu nauczycielowi Johnowi Stevensowi Henslowowi, który w grudniu 1835 przekazał wybranym przyrodnikom broszurę zawierającą listy Darwina dotyczące geologii. Darwin udał się najpierw do swojego domu w Shrewsbury, aby odwiedzić krewnych, a następnie pospieszył do Cambridge na spotkanie z Henslowem, który poradził mu, aby poszukał przyrodników do pomocy przy katalogowaniu zbiorów, sam oferując swoją pomoc przy skatalogowaniu próbek botanicznych. Ojciec Darwina postarał się o środki finansowe pozwalające Darwinowi być naukowcem niezależnym finansowo. Podekscytowany Darwin odwiedzał londyńskie instytucje w poszukiwaniu ekspertów skłonnych opisać jego zbiory. Tamtejsi zoolodzy byli jednak zbyt zajęci innymi badaniami i istniało niebezpieczeństwo, że próbki pozostaną w magazynie.
Do pierwszego spotkania Charlesa Lyella i Darwina (długo wyczekiwanego przez obie strony) doszło 29 października. Niedługo potem Lyell przedstawił go dobrze zapowiadającemu się anatomowi Richardowi Owenowi, który mógł korzystać z aparatury Royal College of Surgeons of England (Królewskiego Kolegium Chirurgicznego w Anglii), przydatnej w pracy nad skamieniałymi kośćmi zebranymi przez Darwina. Badania Owena dały zaskakujące rezultaty. Okazało się, że kości przywiezione przez Darwina należały do wielu wymarłych i nieznanych gatunków – wśród nich był gigantyczny wymarły leniwiec, prawie kompletny szkielet nieznanego Scelidotherium i wielka (rozmiarem zbliżona do czaszki hipopotama), gryzoniopodobna czaszka zwierzęcia nazywanego Toxodon, przypominającego gigantyczną kapibarę. Fragmenty pancerza należały do glyptodonta, ogromnego pancernika, tak jak początkowo myślał Darwin. Większość tych wymarłych stworzeń była blisko spokrewniona z gatunkami żyjącymi współcześnie w Ameryce Południowej.
W połowie grudnia Darwin zamieszkał w Cambridge, aby nadzorować prace nad swoimi zbiorami i napisać na nowo swój Dziennik. W tym czasie napisał też swój pierwszy artykuł, w którym wykazywał, że ląd południowoamerykański powoli się unosi. Przy entuzjastycznym poparciu Lyella odczytał go na posiedzeniu Londyńskiego Towarzystwa Geologicznego 4 stycznia 1837. Tego samego dnia zaprezentował swoje próbki ssaków i ptaków w Londyńskim Towarzystwie Zoologicznym. Ornitolog John Gould wkrótce ogłosił, że ptaki z Galapagos, które Darwin uważał za mieszaninę kacykowatych, grubodziobów i łuszczaków, w rzeczywistości są dwunastoma różnymi gatunkami zięb, później nazwanych ziębami Darwina. 17 lutego Darwin został wybrany do Rady Towarzystwa Geograficznego, a Lyell w swoim wystąpieniu jako przewodniczący Rady przedstawił wyniki badań Owena dotyczące skamieniałości Darwina, podkreślając geograficzną ciągłość gatunków jako potwierdzającą jego uniformitarystyczne teorie.
Na początku marca Darwin przeprowadził się do Londynu, aby być blisko swojej pracy, dołączając do towarzyskiego kręgu Lyella składającego się z naukowców i ekspertów, do których należał m.in. Charles Babbage, który opisywał Boga jako programistę praw. List Johna Herschela dotyczący „zagadki zagadek” nowych gatunków był szeroko dyskutowany; wyjaśnienia zagadki szukano raczej w prawach naturalnych, a nie w działaniu sił nadprzyrodzonych. Darwin zamieszkał ze swoim bratem Erasmusem, wolnomyślicielem, członkiem kręgu Brytyjskiej Partii Wigów i bliskim przyjacielem pisarki Harriet Martineau, która popierała maltuzjanizm, stanowiący podstawę kontrowersyjnej ustawy o zmianie zasad pomocy dla biednych z 1834 (Poor Law Amendment Act), na podstawie której pomoc społeczna miała być tak zorganizowana, aby nie dopuszczać do przeludnienia i powiększania się sfery ubóstwa. Jako unitarianka była ona przychylna radykalnym wnioskom płynącym z zasady transmutacji gatunków, popieranej przez Roberta Edmonda Granta i młodszych chirurgów ulegających wpływowi Étienne’a Geoffroy, ale potępianej przez anglikanów broniących porządku społecznego.
Podczas pierwszego spotkania Goulda z Darwinem, dotyczącego szczegółów odkryć Darwina, Gould stwierdził, że przedrzeźniacze z poszczególnych wysp archipelagu Galapagos należą do różnych gatunków, a do grupy łuszczaków należą też tanagry. Darwin podczas swojej wyprawy nie oznaczał łuszczaków według wysp, lecz na podstawie notatek innych uczestników, w tym FitzRoya, przyporządkowywał poszczególne okazy do poszczególnych wysp. Dwa nandu okazały się być również różnymi gatunkami. 14 marca Darwin ogłosił, w jaki sposób ich występowanie stopniowo zmieniało się, posuwając się na południe.

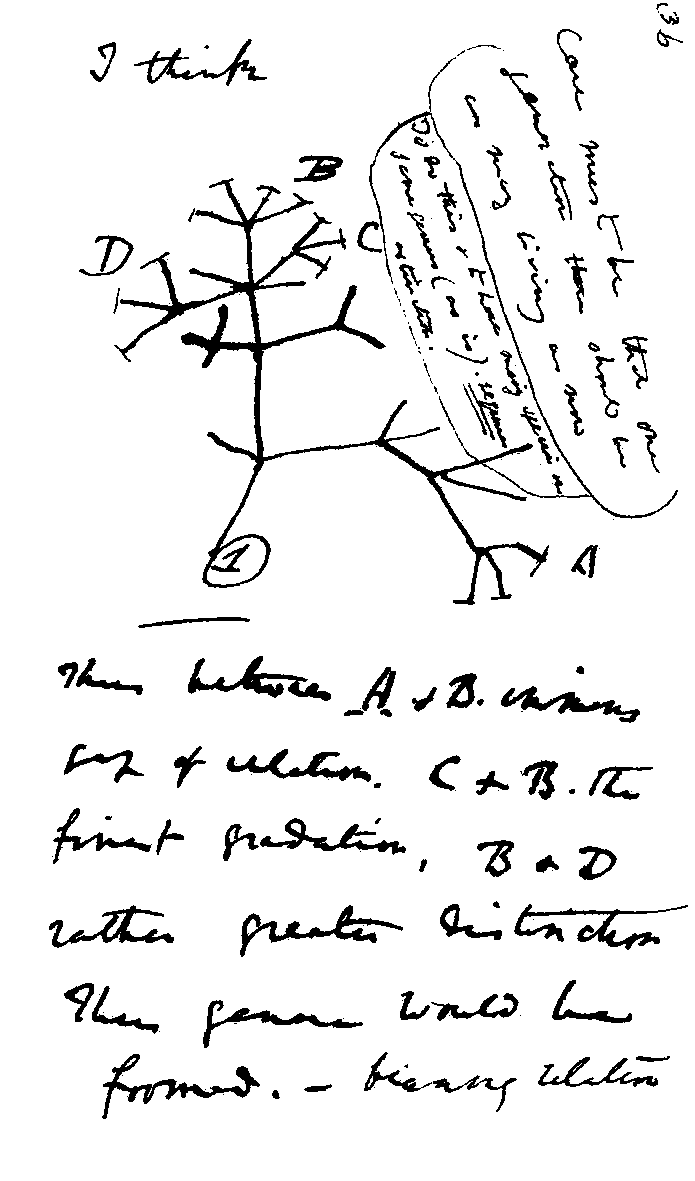
W połowie lipca 1837 Darwin zaczął prowadzić notatnik „B” zatytułowany Transmutation of Species. Na stronie 36 nad jego pierwszym drzewem ewolucyjnym widnieją słowa I think („myślę”).

W połowie marca Darwin zanotował w swoim „Czerwonym notatniku” możliwość wytłumaczenia różnic występujących zarówno pomiędzy gatunkami żyjącymi w różnych środowiskach (jak nandu), jak i gatunkami wymarłymi faktem „przechodzenia jednego gatunku w inny”. W tym drugim przypadku podał jednak błędny przykład makrauchenii przypominającej duże gwanako (zwierzęta należą do różnych rzędów). Swoje przemyślenia na temat żywotności, rozmnażania bezpłciowego i płciowego rozwinął około połowy lipca w notatniku „B”, twierdząc, że zmiany są wynikiem różnicowania się potomstwa, które dąży do „przystosowywania się i zmieniania swojej rasy do zmieniającego się świata”, co miało tłumaczyć różnice w morfologii żółwi słoniowych, przedrzeźniaczy i nandu. Sporządził schematy pochodzenia gatunków, następnie genealogiczne rozgałęzienia jednego drzewa ewolucji, przy czym stwierdził, że „absurdalnym jest mówić o jednym zwierzęciu jako stojącym wyżej od innego”, odrzucając tym samym Lamarckowskie rozumienie ewolucji jako liniowego postępu, prowadzącego ku coraz wyższym formom.

### Przepracowanie, choroba i małżeństwo
Prowadząc wciąż badania nad transmutacją gatunków, Darwin pogrążył się w pracy. Ciągle przepisując swój Dziennik, przyjął na siebie też obowiązek redagowania i publikowania specjalistycznych raportów dotyczących jego zbiorów. W 1837 z pomocą Henslowa uzyskał dotację od skarbu państwa w wysokości 1000 funtów (ok. 107 tys. GBP w 2021) na sfinansowanie swojego wielotomowego dzieła The Zoology of the Voyage of H.M.S. Beagle Under the Command of Captain Fitzroy, R.N., during the Years 1832 to 1836. Z pozyskanych środków postanowił sfinansować też wydanie planowanych przez siebie innych książek na temat geologii i zgodził się na nierealistyczne terminy ich ukończenia narzucone przez wydawcę. Darwin skończył pisać swój Dziennik około 20 czerwca 1837, gdy na tronie zasiadła królowa Wiktoria.
Przepracowanie negatywnie wpłynęło na zdrowie Darwina. 20 września doświadczył „nieprzyjemnej palpitacji serca”, po której jego lekarze przekonali go do przerwy w pracy i kilkutygodniowego odpoczynku na wsi. Po odwiedzeniu Shrewsbury udał się do swoich krewnych – Wedgwoodów – w Maer Hall w Staffordshire, ale ze względu na zbyt natarczywe prośby o opowieści z podróży nie zaznawał tam zbyt wiele odpoczynku. Jego inteligentna i wykształcona kuzynka Emma Wedgwood, określana jako czarująca i starsza od niego o 9 miesięcy, opiekowała się w Maer Hall jego niepełnosprawną ciotką. Jego wujek Josiah Wedgwood II pokazał mu obszar ziemi, gdzie popiół zniknął pod iłem i zasugerował, że może to być wynik pracy dżdżownic, inspirując „nową i ważną teorię” na temat ich roli w procesie glebotwórczym (Darwin przedstawił ją 1 listopada na posiedzeniu Geological Society).
William Whewell namawiał Darwina do przyjęcia obowiązków sekretarza Geological Society. Po początkowej odmowie Darwin przyjął to stanowisko w marcu 1838. Pomimo ciężkiej pracy związanej z pisaniem i redagowaniem relacji z podróży na pokładzie HMS Beagle, Darwin bardzo poszerzył swoją wiedzę na temat przekształcania się gatunków, korzystając z każdej okazji, aby prowadzić rozmowy z przyrodnikami, jak również (co było niekonwencjonalnym postępowaniem) z osobami bez formalnego wykształcenia, ale posiadającymi doświadczenie praktyczne, np. rolnikami i hodowcami gołębi. Z czasem w swoich badaniach wykorzystywał informacje zdobyte od swoich krewnych i dzieci, służących rodziny, sąsiadów, kolonizatorów i marynarzy, z którymi podróżował. Od samego początku w swoich spekulacjach uwzględniał gatunek ludzki i np. widząc orangutana w ogrodzie zoologicznym 28 marca 1838, odnotował podobieństwo jego zachowań do zachowań dziecka.
Ciągły stres zbierał swoje żniwo, wskutek czego od czerwca uczony był niezdolny do pracy ze względu na problemy żołądkowe, bóle głowy i problemy z sercem. Przez resztę życia wielokrotnie nie mógł pracować z powodu powyższych dolegliwości, jak również czyraków, palpitacji, drżenia i innych objawów, szczególnie w sytuacjach stresowych, takich jak udział w spotkaniach lub odwiedziny. Przyczyna jego chorób pozostawała nieznana, a próby leczenia przynosiły tylko częściową poprawę.
W czerwcu 1838 Darwin pojechał prowadzić badania geologiczne w Szkocji, gdzie postanowił zbadać znane trzy równolegle do siebie „drogi” na zboczach Glen Roy. Mając w pamięci terasy morskie, które widział w Chile, uznał, że i te szkockie obiekty mają analogiczne pochodzenie, czyli są dawnymi plażami morskimi. Potwierdzało to jego teorię oscylacji skorupy ziemskiej i Darwin uważał swój wyjad za bardzo owocny. Swoje obserwacje i interpretację opisał w artykule w Philosophical Transactions of the Royal Society pt. „Observations on the parallel roads of Glen Roy, and other parts of Lochaber in Scotland, with an attempt to prove that they are of marine origin”. Później okazało się jednak, że w rzeczywistości były to brzegi dawnego jeziora polodowcowego, a Darwin uznał swój artykuł za zawstydzający.
W pełni wyleczony powrócił do Shrewsbury w lipcu. Przyzwyczajony do prowadzenia codziennych notatek na temat rozmnażania zwierząt, na dwóch skrawkach papieru zapisał krótkie myśli za i przeciw zawarciu małżeństwa (jako nagłówek jednej kolumny zapisując „ożenić się”, a drugiej „nie żenić się”). Wśród punktów za był m.in. „stały towarzysz i przyjaciel na starość... w każdym razie lepszy niż pies”, a do punktów przeciw należały np. „mniej pieniędzy na książki” i „okropna strata czasu”. Decydując się wreszcie na małżeństwo, porozmawiał o tym z ojcem i 29 lipca wyruszył odwiedzić swoją kuzynkę Emmę. Wizyta ta nie zakończyła się jednak oświadczynami; zamiast tego, wbrew radom ojca, wspomniał jej o swoich przemyśleniach na temat przekształcania gatunków.
Kontynuując badania w Londynie, do swoich obszernych lektur Darwin dołączył też szóste wydanie dzieła An Essay on the Principle of Population Thomasa Malthusa:

W październiku 1838, to znaczy 15 miesięcy, odkąd rozpocząłem moje systematyczne badania, zdarzyło mi się przeczytać dla rozrywki esej Malthusa na temat ludności i dobrze rozumiejąc, dzięki długiej obserwacji zwyczajów zwierząt i roślin, na czym polega wszechobecna walka o byt, natychmiast przyszło mi do głowy, że w tych warunkach występowałaby tendencja do utrwalania zmian korzystnych, a zanikania zmian niekorzystnych. Wynikiem tego byłoby powstawanie nowych gatunków. Miałem więc wreszcie teorię, nad którą mogłem pracować...

Malthus uważał, że jeśli populacja ludzka nie będzie ograniczana, będzie rosła w postępie geometrycznym, wkrótce więc przewyższy podaż żywności i dojdzie do katastrofy maltuzjańskiej. Dzięki swojej wiedzy Darwin od razu zauważył, że problem ten wiąże się również z wysuniętą przez Augustina Pyramusa de Candolle koncepcją „wojny gatunków” roślin i walki o byt, jaka ma miejsce w przyrodzie. Tłumaczyła ona, w jaki sposób liczba osobników poszczególnych gatunków utrzymuje się w przybliżeniu na stabilnym poziomie. Jako że zasoby środowiska są zawsze niedostateczne dla rozmnażających się gatunków, korzystne zmiany wpływałyby na lepszą zdolność przetrwania organizmów i przekazywanie tych zmian ich potomstwu, podczas gdy niekorzystne zmiany byłyby eliminowane. Konsekwencją tego byłoby powstawanie nowych gatunków. 28 września 1838 Darwin zapisał to spostrzeżenie, opisując je jako rodzaj siły wtłaczającej przystosowane organizmy w ciasne przestrzenie gospodarki natury, podczas gdy słabsze organizmy są z niej wypychane, co przypomina wbijanie klinów o różnych rozmiarach w belkę. W połowie grudnia dostrzegł podobieństwo pomiędzy postępowaniem rolników wybierających najlepiej rozmnażające się zwierzęta a maltuzjańską naturą wybierającą spośród przypadkowych wariacji tak, aby każda „część nowo nabytych struktur była w pełni praktyczna i doskonała”, uważając to porównanie za piękną część jego teorii.

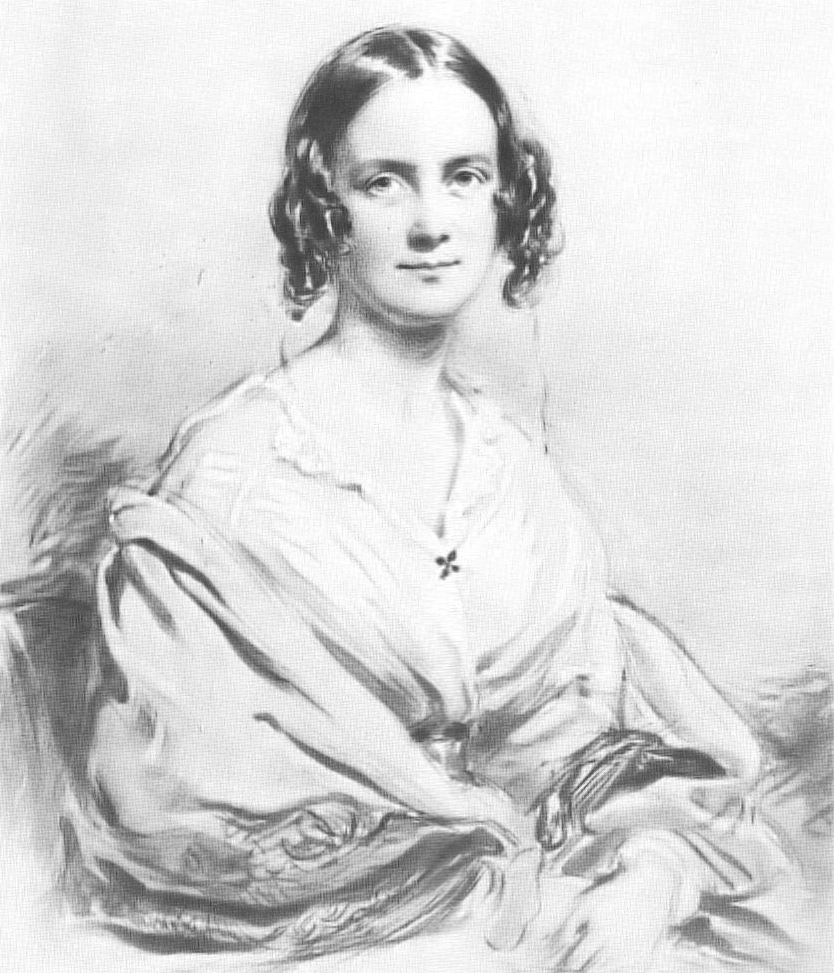
Darwin ożenił się ze swoją kuzynką, Emmą Wedgwood

11 listopada Darwin powrócił do Maer i wreszcie oświadczył się Emmie, po raz kolejny opowiadając jej o swoich teoriach. Emma przyjęła jego oświadczyny. Później w swojej korespondencji z nim pisała, jak doceniała jego otwartość w rozmowach na temat różniących ich kwestii, wyrażając również swoje silne unitariańskie przekonania i obawy, że jego szczery sceptycyzm może ich rozdzielić w życiu pozagrobowym. Podczas poszukiwania domu w Londynie dla przyszłej rodziny wznowiły się nawroty choroby Darwina i Emma w swoich listach namawiała go do odpoczynku. Wreszcie znalazł dom przy Gower Street, który później nazwali „Domkiem Ary” ze względu na jego krzykliwe (jak upierzenie papugi) wnętrza. W czasie świąt Bożego Narodzenia przeniósł do niego swoje „muzeum”. 24 stycznia 1839 Darwin został wybrany członkiem (ang. Fellow) Royal Society.
29 stycznia Darwin i Emma Wedgwood wzięli ślub w Maer w rycie anglikańskim, z pewnymi zmianami w ceremonii, aby zadowolić również unitarian. Zaraz po ślubie udali się pociągiem do Londynu do swojego nowego domu.

### Przygotowania do publikacji teorii doboru naturalnego

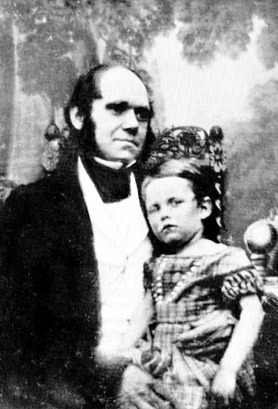
Darwin w 1842 ze swoim najstarszym synem Williamem Erasmusem Darwinem

Darwin miał teraz szkielet swojej teorii doboru naturalnego, nad którym mógł dalej pracować jako swoim „głównym hobby”. W ramach badań hodował zwierzęta i prowadził obszerne doświadczenia na roślinach, poszukując dowodów na poparcie tezy, że gatunki nie są stałe, i badając szczegółowe kwestie swojej teorii. Przez piętnaście lat praca ta była jednak tylko ubocznym zajęciem Darwina, którego głównie pochłaniała praca w dziedzinie geologii i publikowanie specjalistycznych sprawozdań na temat zbiorów przywiezionych na pokładzie HMS Beagle.
Gdy w maju 1839 opublikowano relację z podróży statku napisaną przez FitzRoya, a w niej dziennik i komentarze (Journal and Remarks – bardziej znane pod tytułem The Voyage of the Beagle) pióra Darwina, stanowiące trzeci tom sprawozdania FitzRoya, zapiski Darwina odniosły taki sukces, że jeszcze tego samego roku zostały wydane jako osobna pozycja.
W maju 1842, po ponad trzech latach pracy, Darwin wydał The Structure and Distribution of Coral Reefs – książkę, w której przedstawił swoją teorię na temat powstawania atoli. W czerwcu 1842 napisał pierwszy „szkic ołówkiem” na temat swojej teorii doboru naturalnego. Aby uciec od zgiełku Londynu, we wrześniu wraz z rodziną przeniósł się na wieś do Down House. 11 stycznia 1844 o swoich teoriach wspomniał w liście do botanika Josephowi Hookerowi, z oryginalnym poczuciem humoru porównując je do przyznania się do morderstwa (it is like confessing a murder). Do lipca Darwin rozbudował swój „szkic” w 230-stronicowy esej, który w przypadku jego przedwczesnej śmierci miał być poszerzony o wyniki jego badań.
W listopadzie w Anglii została wydana anonimowo praca Vestiges of the Natural History of Creation (jej autorem, jak później ustalono, był Robert Chambers), która stała się dużym sukcesem wydawniczym i wywołała zainteresowanie szerokiej opinii problemami transmutacji gatunków. Darwin niechętnie odniósł się do amatorskiego sposobu przedstawienia w niej kwestii geologicznych i zoologicznych, tym niemniej pod jej wpływem ponownie poddał krytycznej analizie niektóre z własnych argumentów. Książka Chambersa wzbudzała kontrowersje i została odrzucona przez ogół naukowców, jej zaletą było przyczynienie się do wzrostu zainteresowania opinii publicznej kwestiami ewolucji.
Swoją trzecią książkę Darwin ukończył w 1846. Preparując i klasyfikując wąsonogi (Cirripedia) zebrane w czasie podróży, ponownie zainteresował się bezkręgowcami morskimi, którymi zajmował się w czasie studiów. Obserwacja i porównywanie budowy różnych organizmów sprawiały mu przyjemność estetyczną i nasuwały na myśl porównania z innymi, pokrewnymi gatunkami. W 1847 Hooker zapoznał się z jego Esejem i przekazał mu swoje uwagi – cenne dla Darwina jako rzeczowa opinia innego naukowca. Hooker aczkolwiek nie poparł jednoznacznie teorii Darwina i kwestionował jego pogląd, że procesy ewolucyjne muszą stać w opozycji do idei kreacjonistycznych i przekonania o ciągłości gatunków.
Chcąc podreperować swoje zdrowie, z którym miał kłopoty od młodości, w 1849 Darwin udał się do uzdrowiska w Great Malvern prowadzonego przez dr. Jamesa Gully'ego, gdzie był zaskoczony korzystnym wpływem hydroterapii. W 1851 zachorowała jego córka Annie, co u Darwina ponownie wywołało obawy, że jego choroba może być dziedziczna. Po długiej chorobie i wielu kryzysach Annie zmarła.
Pracując przez osiem lat nad wąsonogami, Darwin znalazł kolejne potwierdzenie swojej teorii, odkrywając homologie, pokazujące, że nieznaczne różnice w budowie ciała organizmów wynikają z ich dostosowywania się do zmieniających się warunków. U niektórych rodzajów odkrył też karłowate samce pasożytujące na obojnakach, będące pośrednim stadium w procesie kształtowania się rozdzielnopłciowości. Za zasługi te w 1853 otrzymał medal Royal Society; bardzo wzrosło też uznanie, jakim się cieszył w środowisku naukowym jako biolog. W 1854 wznowił prace nad teorią gatunków, a w listopadzie tego roku doszedł do wniosku, że rozbieżności w cechach potomstwa można wytłumaczyć przez ich przystosowywanie się do „zróżnicowanych obszarów w gospodarce natury” (diversified places in the economy of nature).

### Publikacja teorii doboru naturalnego

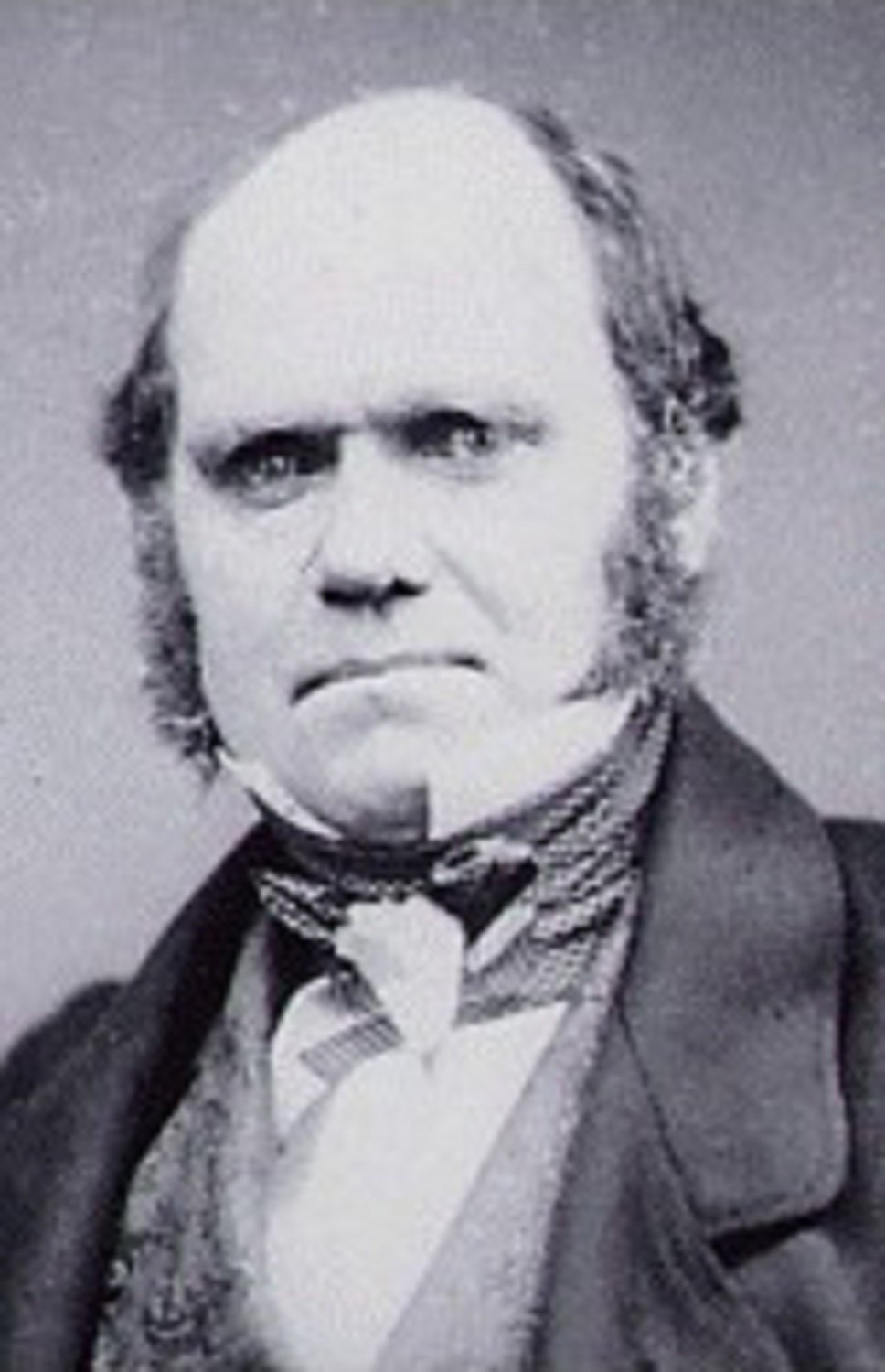
Darwin został zmuszony do szybkiej publikacji swojej teorii doboru naturalnego

Do 1856 Darwin badał, czy jaja lub nasiona mogłyby przetrwać przenoszenie w wodzie morskiej, a w konsekwencji rozprzestrzeniać gatunki przez oceany. Joseph Hooker coraz bardziej wątpił w tradycyjny pogląd, że gatunki są niezmienne, ale ich młodszy kolega Thomas Huxley był stanowczym przeciwnikiem teorii ewolucji. Charles Lyell był zaintrygowany spekulacjami Darwina, nie zdawał sobie jednak sprawy, jak daleko one sięgają. Po przeczytaniu artykułu Alfreda Wallace’a na temat „introdukcji” gatunków zauważył podobieństwa z przemyśleniami Darwina i ponaglał go do publikacji, aby zapewnić Darwinowi pierwszeństwo. Choć Darwin nie czuł się tu zagrożony, rozpoczął pracę nad krótkim artykułem. Praca ta nie przebiegała płynnie, przyrodnik wielokrotnie zatrzymywał się, szukając odpowiedzi na trudne pytania, w końcu rozszerzył swoje plany, postanawiając napisać „dużą książkę na temat gatunków” zatytułowaną Dobór naturalny (Natural Selection). W swoich badaniach korzystał z informacji i próbek otrzymywanych od przyrodników z całego świata, w tym Wallace’a, który wtedy pracował na Borneo. Zbliżone zainteresowania wykazywał amerykański botanik Asa Gray, któremu Darwin 5 września 1857 wysłał szczegółowy zarys swoich teorii, włącznie z abstraktem Doboru naturalnego. W grudniu Darwin otrzymał list od Wallace’a, w którym ten pytał go, czy książka Darwina będzie omawiać kwestię pochodzenia człowieka. Odpowiedział, że chciałby uniknąć tego tematu „tak otoczonego uprzedzeniami”, jednocześnie zachęcając Wallace’a do dalszych badań teoretycznych i dodając, że sam wyciąga o wiele dalej idące wnioski niż on (I go much further than you).
Darwin był w połowie książki, gdy 18 czerwca 1858 otrzymał od Wallace’a jego artykuł na temat doboru naturalnego. Bardzo zaskoczony faktem, że Wallace go ubiegł, Darwin (zgodnie z prośbą Wallace’a) przekazał go Lyellowi i, choć Wallace nie prosił o publikację, zasugerował, aby ten wysłał artykuł do dowolnego czasopisma wybranego przez Wallace’a. Rodzina Darwina przeżywała wtedy ciężkie chwile – w tym czasie wśród dzieci w jego wiosce szerzyły się zachorowania na płonicę i przyrodnik obawiał się o zdrowie swojego potomstwa – dlatego też pozostawił tę sprawę w rękach Lyella i Hookera. Ci zdecydowali, aby Darwin i Wallace wspólnie przedstawili swoje teorie na wykładzie 1 lipca w Towarzystwie Linneuszowskim w Londynie, zatytułowanym On the Tendency of Species to form Varieties; and on the Perpetuation of Varieties and Species by Natural Means of Selection („O tendencji gatunków do tworzenia odmian oraz o utrwalaniu się odmian i gatunków drogą doboru naturalnego”); tragedia w rodzinie Darwina, której tak bardzo się obawiał (jego nowo narodzony syn wcześniej zmarł na płonicę), spowodowała jednak, że nie wziął udziału w wykładzie.
Ogłoszenie teorii spotkało się z niewielkim zainteresowaniem; prezes Towarzystwa Linneuszowskiego w maju 1859 uznał, że miniony rok nie zaznaczył się żadnym rewolucyjnym odkryciem. Z negatywnych głosów środowiska towarzyszących ogłoszeniu jego teorii Darwin po latach pamiętał tylko jedną, szczególnie złośliwą: profesor Samuel Haughton z Dublina twierdził, że wszystko, co było w jego pracy nowe, było nieprawdziwe, a to co było prawdziwe, było stare. Napisanie swojego opus magnum (big book) zajęło Darwinowi kolejne 13 miesięcy; cierpiał w tym czasie z powodu złego stanu zdrowia, jego koledzy naukowcy wciąż jednak podtrzymywali go na duchu. Lyell załatwił wydanie książki w oficynie Johna Murraya.
Kiedy dzieło życia Darwina – O powstawaniu gatunków (On the Origin of Species) – wreszcie trafiło do księgarń 22 listopada 1859, nieoczekiwanie spotkało się z ogromnym zainteresowaniem czytelników: cały nakład (1250 egzemplarzy) został natychmiast wykupiony. W książce tej Darwin przedstawił „jeden długi tok rozumowania” (one long argument), złożony ze szczegółowych obserwacji, wniosków i odpowiedzi na spodziewane zastrzeżenia. Jedyną aluzją do kwestii ewolucji człowieka było stwierdzenie, że w przyszłości sprawa pochodzenia człowieka i historia jego gatunku ukaże się w pełniejszym świetle (light will be thrown on the origin of man and his history). Teoria Darwina jest w prosty sposób wyłożona już we wstępie dzieła:

Ponieważ w każdym gatunku rodzi się daleko więcej osobników, niż może przeżyć i ponieważ na skutek tego powstaje pomiędzy nimi walka o byt, osobnik, który pod wpływem skomplikowanych i nieraz zmiennych warunków zmieni się nieznacznie, lecz w sposób korzystny dla siebie, będzie miał więcej widoków na utrzymanie się przy życiu i w ten sposób ulegnie działaniu doboru naturalnego. Na zasadzie zaś potężnego prawa dziedziczności każda taka wyselekcjonowana odmiana będzie dążyć do przekazania potomstwu swej nowej, zmienionej postaci.

Duży nacisk w swoim dziele Darwin kładł na kwestię wspólnego pochodzenia gatunków, unikał jednak kontrowersyjnego pojęcia „ewolucja”. Na końcu książki podsumował:

Wzniosły zaiste jest to pogląd, że Stwórca natchnął życiem kilka form lub jedną tylko i że gdy planeta nasza podlegając ścisłym prawom ciążenia dokonywała swych obrotów, z tak prostego początku zdołał się rozwinąć i wciąż się jeszcze rozwija nieskończony szereg form najpiękniejszych i najbardziej godnych podziwu.

### Reakcje na publikację

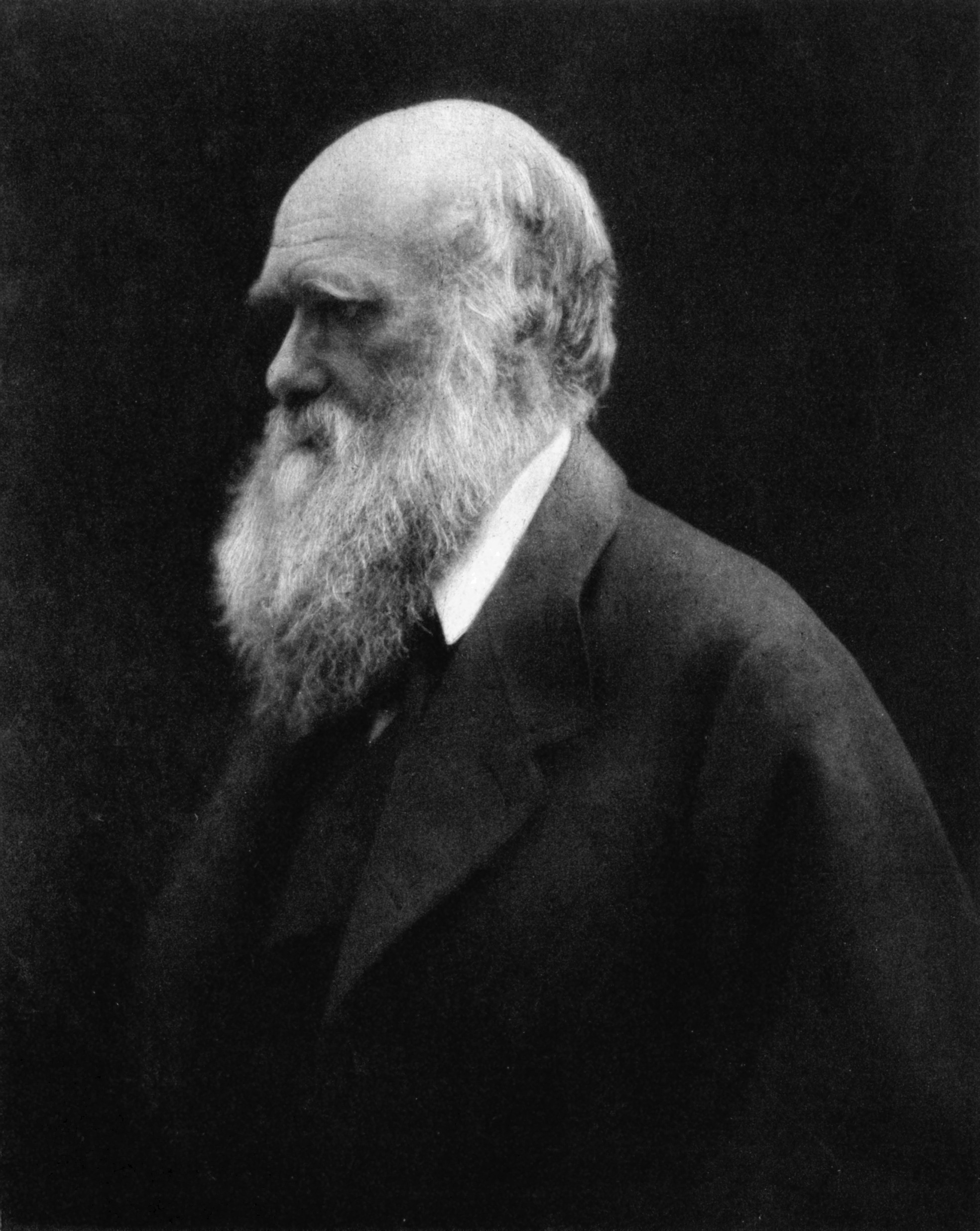
W czasie rodzinnych wakacji w 1868 w domku letniskowym na wyspie Wight. Zdjęcie wykonane przez Julię Margaret Cameron, jedną z angielskich pionierek fotografii, ukazujące bujną brodę Darwina, którą zapuszczał od 1866.

Karykatura z 1871 po publikacji The Descent of Man, and Selection in Relation to Sex była jedną z wielu ukazujących Darwina jako małpę człekokształtną, identyfikując go w kulturze masowej z teorią ewolucji

O powstawaniu gatunków wzbudziło międzynarodowe zainteresowanie, choć nie wywołało takich kontrowersji jak Vestiges of the Natural History of Creation. Chociaż z powodu choroby Darwin nie mógł czynnie uczestniczyć w publicznych debatach, żywo się interesował reakcjami środowiska naukowego i społeczeństwa, komentując wycinki z gazet, recenzje, artykuły, satyry i karykatury oraz wymieniając się swoimi przemyśleniami na ten temat z kolegami z całego świata. Darwin wspomniał jedynie, że dzięki jego książce „sprawa pochodzenia człowieka ukaże się w pełniejszym świetle”, ale już w pierwszej recenzji zarzucono mu powtarzanie za Vestiges of the Natural History of Creation tezy o pochodzeniu człowieka od małpy. Jedną z pierwszych przychylnych reakcji była recenzja Huxleya, atakująca Richarda Owena, lidera naukowego establishmentu, który Huxley starał się obalić. W kwietniu Owen w swojej recenzji atakował przyjaciół Darwina i pogardliwie odrzucał jego teorie, co złościło Darwina; przeciwnicy Darwina nie ograniczali się jednak do tego: Owen i inni naukowcy zaczęli propagować własne poglądy na temat ewolucji, rozumianej jako proces kierowany przez siły nadprzyrodzone.
Reakcja Kościoła anglikańskiego była mieszana. Adam Sedgwick i John Stevens Henslow, nauczyciele Darwina z Cambridge, odrzucali jego teorię. Duchowni liberalni interpretowali jednak dobór naturalny jako narzędzie Boskiego planu; duchowny Charles Kingsley traktował go jako „szlachetną koncepcję Bóstwa”. W 1860 uwagę duchowieństwa od Darwina odwróciła publikacja siedmiu liberalnych teologów anglikańskich zatytułowana Essays and Reviews. W publikacji tej duchowny i matematyk Baden Powell argumentował, że cuda łamią prawa Boskie, wiara w nie jest więc w gruncie rzeczy przejawem ateizmu; dalej Baden Powell chwalił książkę Darwina jako „popierającą zasadę samoewoluującej natury”. Na tematy teleologiczne z Darwinem dyskutował Asa Gray. Darwin sprowadził ze Stanów Zjednoczonych i rozprowadzał wśród znajomych jego broszurę na temat teistycznego ewolucjonizmu pt. Natural Selection is not inconsistent with Natural Theology (Dobór naturalny nie jest sprzeczny z teologią naturalną). Najsławniejszą konfrontacją była publiczna tzw. debata oksfordzka na temat ewolucji na posiedzeniu Brytyjskiego Stowarzyszenia Popierania Nauk w 1860, w czasie której biskup Oksfordu Samuel Wilberforce, choć nie sprzeciwiał się transmutacji gatunków, argumentował przeciwko wywodom Darwina i pochodzeniu człowieka od małpy. Joseph Hooker był zdecydowanie za Darwinem, a riposta Thomasa Huxleya, że wolałby pochodzić od małpy, niż być człowiekiem, który źle spożytkował swoje zdolności, stała się symbolem triumfu teorii ewolucjonizmu nad kreacjonizmem młodej Ziemi.
Nawet bliscy przyjaciele Darwina (Gray, Hooker, Huxley i Lyell) nadal wyrażali różne zastrzeżenia, okazywali mu jednak mocne poparcie, podobnie jak wielu innych, szczególnie młodszych przyrodników. Gray i Lyell pragnęli pogodzić naukę z wiarą, podczas gdy Huxley wskazywał na niemożliwe do pogodzenia sprzeczności pomiędzy tym, co głosi Kościół, a tym, czego uczy nauka. Huxley nawoływał do wyeliminowania wpływu Kościoła na edukację, pragnąc obalić dominację duchowieństwa i „naukowców-amatorów” z Owenem na czele i zastąpić ich nowym pokoleniem zawodowych naukowców. Sam Owen twierdził, iż anatomia mózgu dowodzi, że człowiek należy do innego rzędu biologicznego niż małpy, i oskarżał Huxleya o bycie orędownikiem tezy, że „człowiek pochodzi od małpy”. Huxley odpierał te zarzuty, w końcu twierdzenia Owena zostały obalone w debacie naukowej.
Na najistotniejszy (również zdaniem samego Darwina) mankament przedstawionej teorii zwrócił uwagę Fleeming Jenkin: otóż nie wyjaśniała ona, dlaczego cechy inne niż typowe (korzystniejsze) z pokolenia na pokolenie się utrwalają – zamiast zanikać, „zagłuszone” przez cechy pospolitsze. W tamtych czasach nie znano bowiem mechanizmu dziedziczenia. Istnienie podstawowej jednostki informacji genetycznej wykazał Gregor Mendel; Darwin posiadał w swoich zbiorach publikację omawiającą odkrycia Mendla, jednak najprawdopodobniej nie zapoznał się z tą relacją.
Darwinizm stał się ruchem obejmującym szeroką gamę teorii ewolucyjnych. W 1863 w książce Geological Evidences of the Antiquity of Man Lyell dużo zrobił dla popularyzacji prehistorii jako dziedziny nauki, choć jego ostrożne podejście do ewolucji rozczarowało Darwina. Późniejsza książka Huxleya Evidence as to Man's Place in Nature wykazywała, że pod względem budowy anatomicznej ludzie są małpami człekokształtnymi; The Naturalist on the River Amazons autorstwa Henry’ego Batesa dostarczyła empirycznych dowodów na istnienie doboru naturalnego. 3 listopada 1864 przyznano Darwinowi najwyższe brytyjskie odznaczenie naukowe – Copley Medal Królewskiego Towarzystwa na Rzecz Rozwoju Wiedzy Przyrodniczej w Londynie. Tego samego dnia odbyło się także pierwsze spotkanie (później wpływowego) X Clubu (1864–1893), oddanego „nauce, czystej i wolnej, nieskrępowanej przez religijne dogmaty”, do którego należeli m.in. Hooker i Huxley. Pod koniec dekady większość naukowców zgadzała się już co do prawdziwości ewolucji, ale tylko niewielu popierało pogląd Darwina, że głównym jej mechanizmem był dobór naturalny.
O powstawaniu gatunków zostało przetłumaczone na wiele języków, stając się jedną z najważniejszych książek w historii nauki – książką, którą interesowali się ludzie ze wszystkich klas społecznych, nawet niewykształceni wyrobnicy, którzy tłumnie uczęszczali na wykłady Huxleya. Teoria Darwina oddziaływała też na różne inne prądy tego czasu i na stałe trafiła do kultury masowej. Karykaturzyści parodiowali teorię pochodzenia człowieka od zwierząt, rysując ludzi ze zwierzęcymi cechami (przedstawienia takie były już zresztą w sztuce dawną tradycją); w Wielkiej Brytanii karykatury te paradoksalnie w łagodny sposób przyczyniały się do popularyzacji teorii Darwina. Kiedy chory Darwin w 1862 zaczął zapuszczać brodę i w 1866 z takim zarostem powrócił do życia publicznego, powszechnie zaczęto publikować karykatury, na których przedstawiano go jako małpę. Praktyki takie doprowadziły w końcu do tego, że wszystkie formy ewolucjonizmu zaczęto utożsamiać z darwinizmem.

### O pochodzeniu człowieka, dobór płciowy i botanika

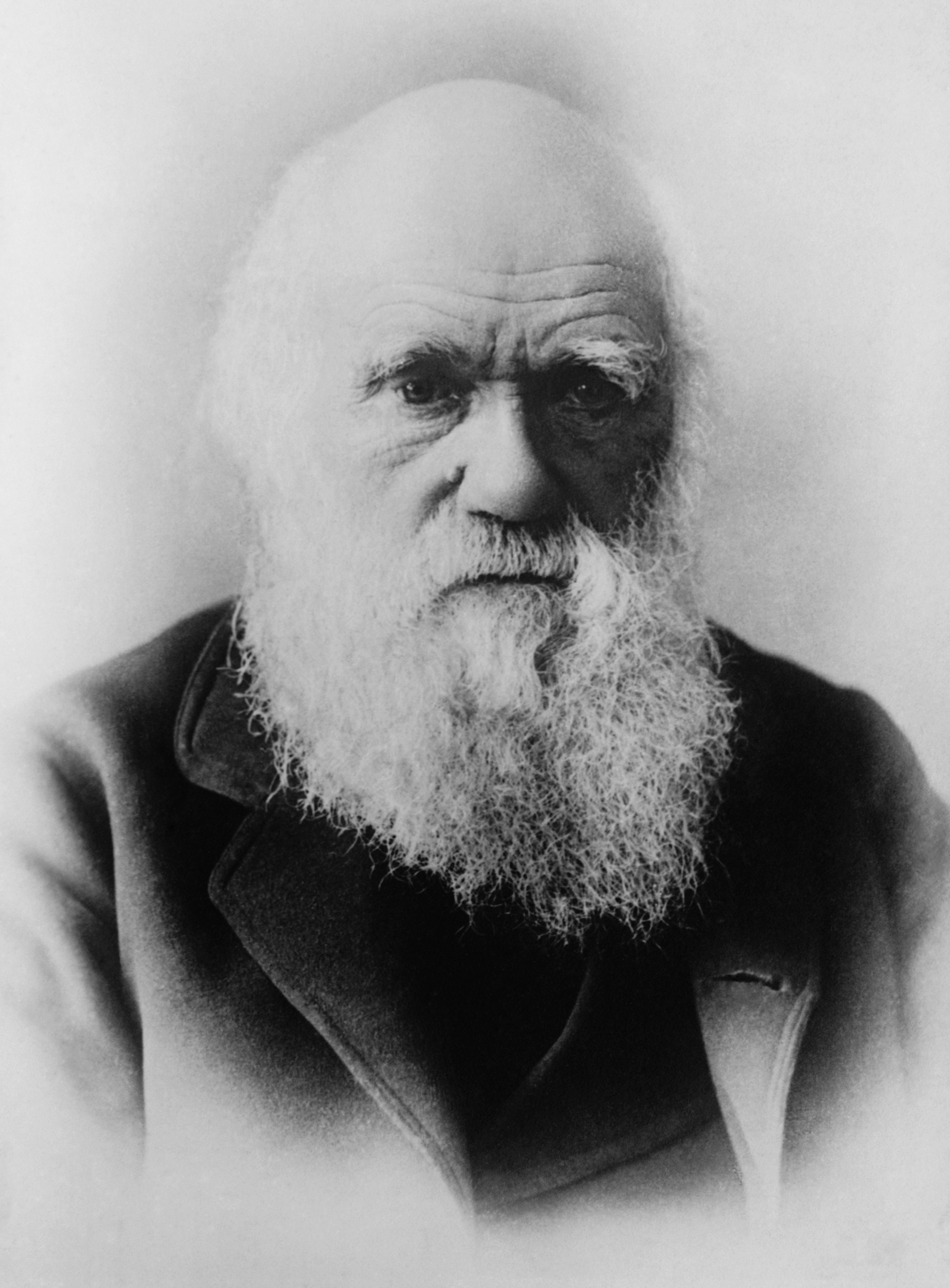
W 1879 cieszący się coraz większą sławą Darwin miał już za sobą wiele lat choroby

Po publikacji O powstawaniu gatunków Darwin nie przerwał pracy mimo nawracających ataków choroby. Przez kolejne 22 lata prowadził badania i pracował nad swoim w zamierzeniu głównym dziełem (O pochodzeniu gatunków traktował tylko jako abstrakt teorii ewolucji), opisującym pochodzenie człowieka od zwierząt i uwzględniającym też takie tematy jak przeobrażenia społeczeństwa i ewolucja zdolności umysłowych. Darwin pragnął też wyjaśnić, jaką rolę pełnią ozdobne cechy organizmów (np. upierzenia pawia) w dzikiej przyrodzie, prowadził również innowacyjne badania nad roślinami.
Chęć wyjaśnienia kwestii związanych z zapylaniem przez owady doprowadziła go w 1861 do badań nad storczykami. W wyniku badań wykazał, że kwiaty tych roślin przystosowują się do warunków w ten sposób, że każdy gatunek przywabia określony gatunek ciem, w ten sposób zapewniając sobie heterozję. Praca Fertilisation of Orchids, wydana w 1862, była pierwszym szczegółowym opisem oddziaływania doboru naturalnego, objaśniała skomplikowane zależności ekologiczne i stawiała możliwe do zweryfikowania prognozy. Gdy Darwin podupadł na zdrowiu, spędzał czas w łóżku otoczony przez specjalnie umieszczone w pokoju rośliny pnące, których ruchy mógł śledzić.
Pierwsza część planowanego opus magnum Darwina, Variation of Animals and Plants Under Domestication („Zmienność udomowionych roślin i zwierząt”) z 1868, rozrosła się do dwóch grubych tomów, zmuszając go do pominięcia ewolucji człowieka i doboru płciowego. Mimo dużej objętości sprzedawała się dobrze i została przetłumaczona na wiele języków. Darwin zdążył też napisać większość drugiej części, dotyczącej doboru naturalnego, ale nie została ona opublikowana za jego życia.

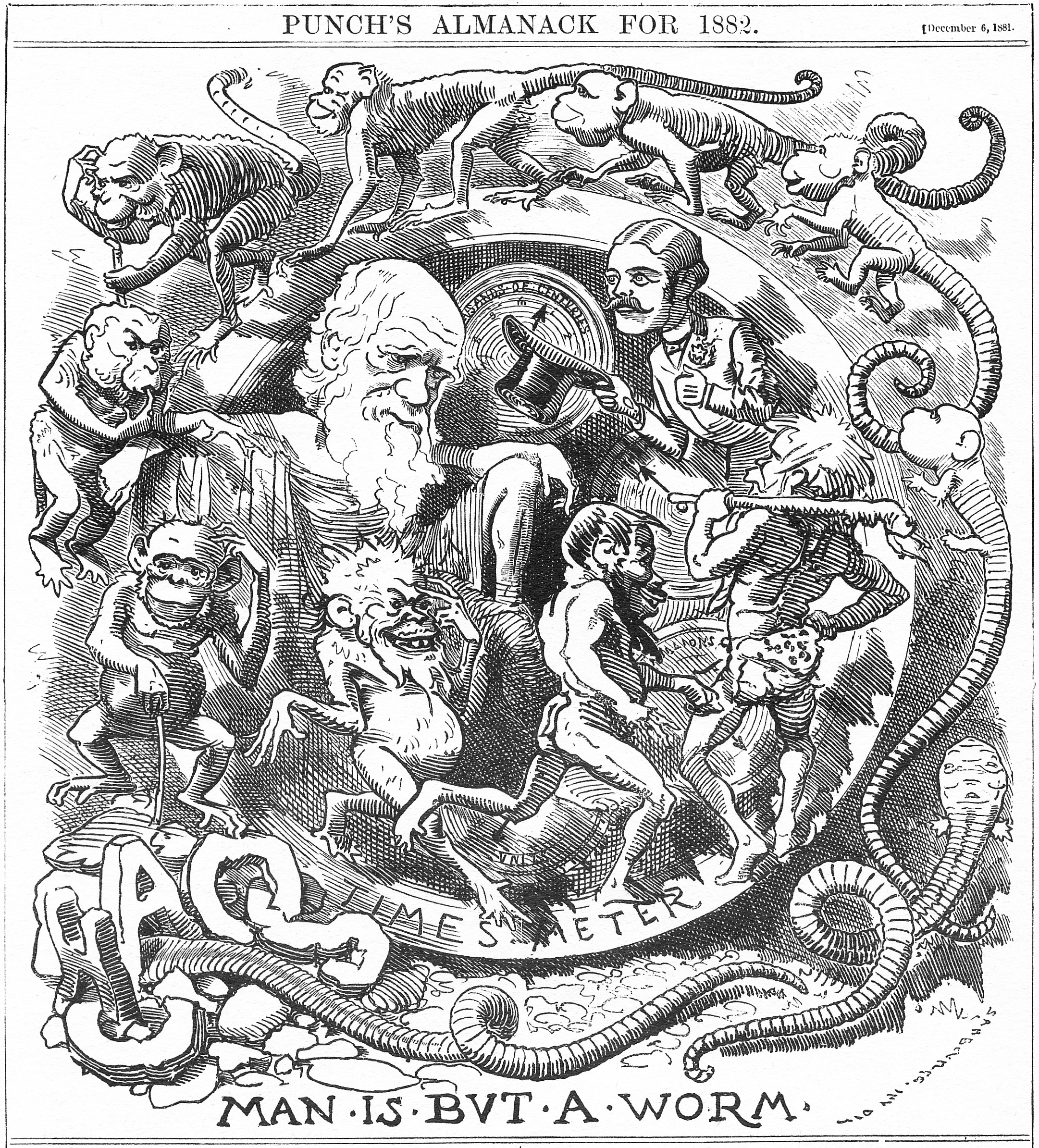
Almanach Puncha na 1882 rok, opublikowany krótko przed śmiercią Darwina, przedstawia go pośród ewolucji od chaosu do wiktoriańskiego dżentelmena

Charles Lyell już wcześniej spopularyzował prehistorię człowieka, a Thomas Henry Huxley pokazał, że anatomicznie ludzie są wielkimi małpami. Wraz z The Descent of Man, and Selection in Relation to Sex, opublikowanym w 1871, Darwin na podstawie licznych źródeł przedstawił dowody, że ludzie są zwierzętami, pokazując ciągłość ich fizycznych i umysłowych cech; wprowadził pojęcie doboru płciowego, aby wyjaśnić pozornie nieprzydatne cechy zwierząt, takie jak upierzenie pawia, wyjaśnił też ewolucję kultury człowieka, różnice pomiędzy płciami oraz fizyczne i kulturowe cechy rasowe, podkreślając jednocześnie, że wszyscy ludzie należą do jednego gatunku. Wyniki innych badań, w których wykorzystywał fotografię, zostały opublikowane w pracy The Expression of the Emotions in Man and Animals z 1872, jednej z pierwszych książek z drukowanymi fotografiami, w której omawiał ewolucję psychologii człowieka i jej ciągłość z zachowaniami zwierząt. Obie książki cieszyły się dużą popularnością, a Darwin był pod wrażeniem ogólnej akceptacji, z jaką przyjęto jego poglądy, zauważając, że „wszyscy o nich rozmawiają, nie gorsząc się” (everybody is talking about it without being shocked). Jego konkluzją było:

że człowiek ze wszystkimi swoimi szlachetnymi przymiotami, ze współczuciem, jakie odczuwa wobec najbardziej poniżonych, z życzliwością, jaką ogarnia nie tylko innych ludzi, ale też najniższe żyjące istoty, z całym swoim intelektem, który czyni go podobnym bogom i którym zdołał przeniknąć zasady ruchu i budowę Układu Słonecznego – będąc obdarzony całą tą wielką władzą – wciąż nosi w swoim cielesności niewymazywalne piętno swojego niskiego pochodzenia.

Jego eksperymenty i badania nad ewolucją zaowocowały kolejnymi książkami dotyczącymi ruchu roślin pnących i mięsożernych (Insectivorous Plants), efektów krzyżowania i samozapłodnienia roślin, różnych kształtów kwiatów roślin tego samego gatunku oraz fototropizmu (m.in. The Power of Movement in Plants). W swojej ostatniej książce O tworzeniu się gleby w następstwie działania dżdżownic oraz obserwacje nad ich zachowaniem się powrócił do dżdżownic.
Charles Darwin zmarł w Down House 19 kwietnia 1882. Pragnął być pochowany na cmentarzu przy kościele St Mary’s w Downe. Prośby przyjaciół sprawiły jednak, że William Spottiswoode, prezes Royal Society, wystarał się dla niego o pogrzeb państwowy i pochówek w Opactwie Westminsterskim, niedaleko miejsca pochówku Johna Herschela i Isaaca Newtona. W XIX wieku w Wielkiej Brytanii tylko pięć osób spoza rodziny królewskiej zostało uhonorowanych pogrzebem państwowym.
Prace Karola Darwina stały się wybitnym wyrazem idei uczestnictwa człowieka w przyrodzie. Jego tezy miały przełomowe znaczenie. Przede wszystkim ukazał człowieka jako kontynuatora niższych form życia, będących składnikami przyrody. Zaprzeczał stanowczo, aby procesy ewolucji człowieka odróżniały go w zdecydowany sposób od ewolucji form życia zwierzęcego. Darwinowska teoria ewolucji podważyła nadrzędność miejsca człowieka w przyrodzie. Ukazała liczne paralele między egzystencją ludzką a życiem istot zwierzęcych. Odsłaniała tajniki wielowątkowości ludzkiego życia. Podkreślała kompleksowość czynników oddziałujących wzajemnie na siebie w świecie biologicznym. Badania Darwina uzasadniły doniosłość związków organizmów żywych z ich środowiskiem naturalnym i przygotowały mocny grunt dla rozwoju ekologii.
Darwina już za życia uważano za bohatera narodowego, który zmienił sposób myślenia o świecie. Naukowcy od tego czasu zaakceptowali rozumienie ewolucji jako dziedziczenie, w którym pewne cechy ulegają zmianom, choć za jego życia niewielu zgadzało się z Darwinem, że dobór naturalny jest głównym, choć nie jedynym sposobem modyfikacji. W ostatnich dwóch dekadach XIX i pierwszych dwóch dekadach XX wieku w biologii wprawdzie przejściowo odrzucano darwinowskie rozumienie ewolucji (był to okres tzw. „zaćmienia darwinizmu” – the eclipse of Darwinism) na rzecz alternatywnych teorii ewolucyjnych, poglądy te nie wytrzymały jednak próby czasu, a rozwój współczesnej syntezy ewolucyjnej z genetyką populacyjną i mendelowską genetyką od lat 30. do 50. XX w. przyniósł szeroki naukowy konsensus, że dobór naturalny, tak jak twierdził Darwin, rzeczywiście jest podstawowym mechanizmem ewolucji. Dalsze badania i debaty toczą się w ramach wytyczonych przez Darwina.

## Potomstwo

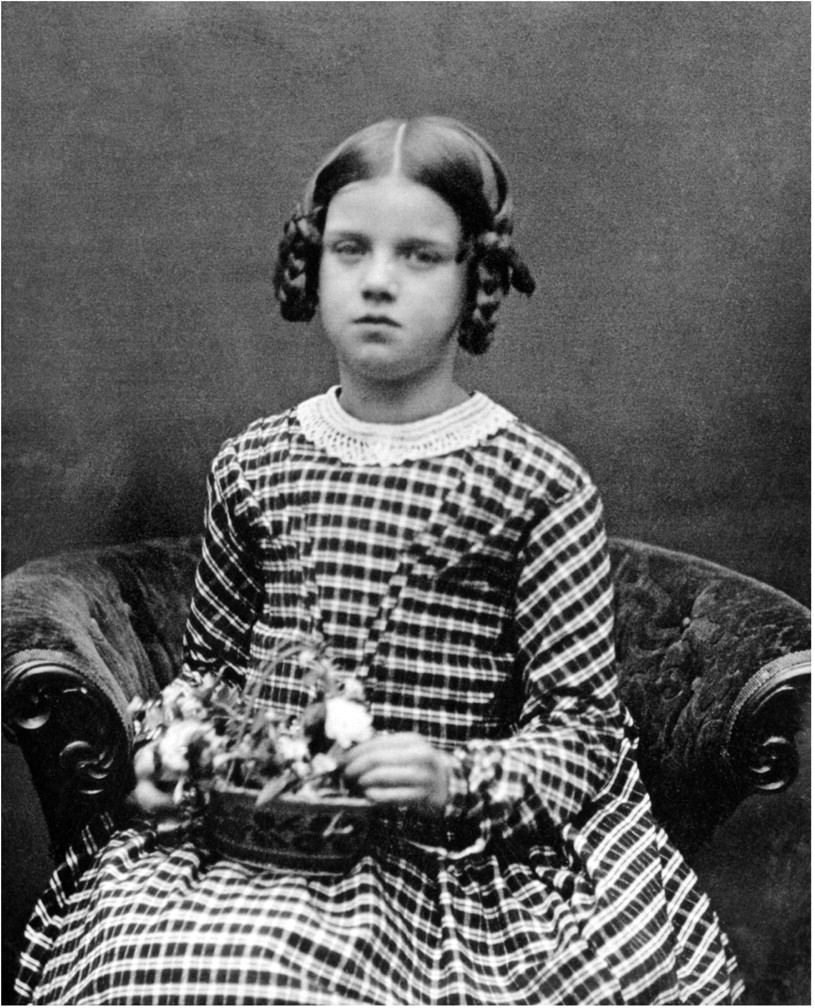
W 1851 Darwin przeżył załamanie, gdy zmarła jego córka Annie. Jego wiara w Boga osłabła już wcześniej, Darwin nie chodził też do kościoła.

Darwinowie mieli dziesięcioro dzieci, z których dwójka zmarła w okresie niemowlęcym. Rodzina bardzo przeżyła śmierć córki Annie, która zmarła w wieku 10 lat. Charles był oddanym i niezwykle troskliwym ojcem. Zawsze kiedy jego dzieci chorowały, obawiał się, że ich niska odporność mogła być wynikiem bliskiego pokrewieństwa rodziców (Emma Wedgwood była kuzynką Darwina). Pisał też o tym w swoich pracach, przeciwstawiając takim związkom zalety wynikające z krzyżowania się w grupie złożonej z wielu osobników. Pomimo obaw Darwina większość jego dzieci odniosła w swoim późniejszym życiu sukces i była szanowanymi członkami rodziny Darwinów i Wedgwoodów.
George, Francis i Horace zostali członkami Royal Society i wybitnymi naukowcami (George był astronomem, Francis botanikiem a Horace inżynierem budownictwa). Leonard był żołnierzem, politykiem, ekonomistą, eugenikiem oraz mentorem statystyka i biologa ewolucyjnego Ronalda Fishera.

## Poglądy religijne
W młodości Darwin miał okazję zetknąć się z różnymi podejściami do religii. Jego rodzina opowiadała się przeważnie za nonkonformistycznym unitarianizmem, ojciec i dziadek Darwina byli jednak wolnomyślicielami, a sam Darwin został ochrzczony w Kościele anglikańskim (duchem anglikańskim była przeniknięta też szkoła z internatem, do której uczęszczał). Udając się do Cambridge, gdzie miał zostać duchownym anglikańskim, nie wątpił w dosłowne rozumienie Biblii. Poznał naukę Johna Herschela, która, podobnie jak teologia naturalna Williama Paleya, poszukiwała wyjaśnień w prawach natury, a nie w cudach. Herschel uważał adaptację gatunków za argument teleologiczny. Na pokładzie HMS Beagle Darwin był dość ortodoksyjny, m.in. cytował Biblię jako autorytet moralny i poszukiwał „centrów stworzenia”.
Po powrocie odnosił się już krytycznie do Biblii jako nośnika prawdy historycznej i zastanawiał się, dlaczego wszystkie religie nie miałyby być równoważne. W kolejnych latach, podczas intensywnych rozmyślań nad geologią i transmutacją gatunków, dużo rozważań poświęcił również religii i otwarcie rozmawiał na ten temat ze swoją żoną Emmą, której wiara również opierała się na intensywnych studiach i dochodzeniu do prawdy przez zadawanie pytań. Teodycea Paleya i Malthusa dowodziła, że zło (np. głód) jest w gruncie rzeczy dobre, jako przejaw Boskiego planu, który w ogólnym rozrachunku miał przynieść dobre skutki. Dla Darwina dobór naturalny przynosił wprawdzie z sobą dobro, jakim była adaptacja organizmu, czynił jednak zbędnym koncepcję Boskiego planu. Darwin nie widział również żadnego działania Opatrzności we wszechobecnym bólu i cierpieniu, np. w postępowaniu owadów gąsieniczników, które powszechnie rozwijają się jako larwy w żywych gąsienicach. Pisał w liście do botanika Asa Graya, że „wątpi w dobre intencje Stwórcy, skoro ten wybrał jako dzieło stworzenia owe gąsieniczniki, które rozwijają się w ten sposób, że wyżerają żywe ciała od środka…”.
Od około 1849, kiedy jego rodzina szła na niedzielne nabożeństwo, sam chodził na spacery. Załamał się, gdy jego córka umarła i całkowicie oderwał się od Kościoła. Twierdził, iż najwłaściwszym określeniem jego postawy jest agnostycyzm. Po pewnym czasie całkowicie stracił wiarę w Boga. Cytując Darwina „Stopniowo coraz bardziej owładała mną niewiara, aż wreszcie dokonało się to całkowicie.” „Mam wrażenie (słuszne czy niesłuszne), że występowanie wprost przeciwko chrześcijaństwu i teizmowi nie znajduje u ludzi praktycznie żadnego oddźwięku; natomiast zwiększaniu wolności myślenia najlepiej służy stopniowe oświecanie umysłów, dokonujące się dzięki postępowi nauki.” Darwin uważał, iż chrześcijaństwo to przeklęta doktryna, zaś kodeks religijny jest bezsensowny. Napisał „Trudno mi sobie rzeczywiście wyobrazić, jak ktokolwiek mógłby chcieć, by chrześcijaństwo było prawdziwe; bo jeśli tak, to zwykły język tekstu wydaje się pokazywać, iż ludzie, którzy nie wierzą – a do tych zaliczałbym mojego Ojca, Brata i prawie wszystkich moich najlepszych przyjaciół, będą przez wieki karani. A to jest przeklęta doktryna. [...] Nie wiem, ile wytworzyliśmy niedorzecznych kodeksów postępowania i bezsensownych wierzeń religijnych; nie wiem też, jakim sposobem wryły się tak głęboko we wszystkich krajach świata w umysł człowieka; warto jednak zaznaczyć, że wierzenie wpajane w pierwszych latach życia, gdy mózg jest wrażliwy, staje się niemal instynktem; a zasadniczą cechą instynktu jest to, że się go słucha niezależnie od tego, co mówi rozum.”
Elizabeth Hope, angielska działaczka religijna, twierdziła w swoim artykule The Lady Hope story, opublikowanym w 1915, że Darwin na łożu śmierci nawrócił się na chrześcijaństwo. Twierdzenia te zostały odrzucone przez jego dzieci, jak również uznane za fałszywe przez historyków.

## Interpretacje polityczne

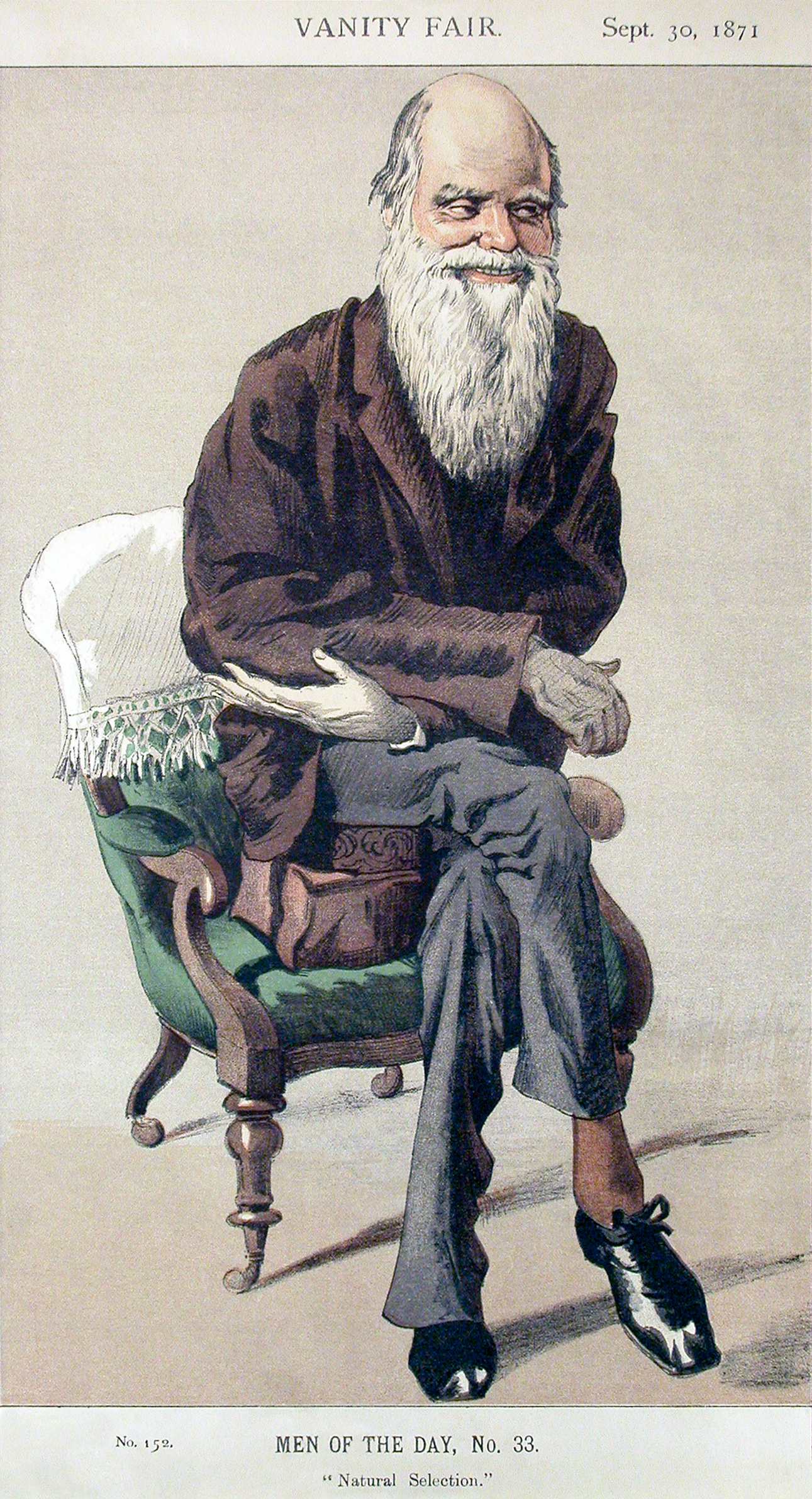
Karykatura w Vanity Fair z 1871

Sława i popularność Darwina doprowadziły do tego, że jego nazwisko próbowały wykorzystać ruchy i ideologie, które niekiedy miały jedynie pośredni związek z jego poglądami lub nawet były z nimi sprzeczne.

### Eugenika
Darwin interesował się ogłoszonymi w 1865 twierdzeniami swojego kuzyna Francisa Galtona, który dowodził, że analiza statystyczna wykazuje możliwość dziedziczenia moralnych i umysłowych cech przez ludzi, a co za tym idzie, że zasady rozmnażania można stosować również w stosunku do rodzaju ludzkiego. W pracy The Descent of Man, and Selection in Relation to Sex Darwin przyznał, że pomaganie słabszym w przetrwaniu i założeniu rodziny może prowadzić do utraty korzyści wynikających z doboru naturalnego, jednocześnie ostrzegł jednak, że wstrzymanie takiej pomocy może zagrozić instynktowi współczucia, „najszlachetniejszej cesze naszej natury”, oraz że czynniki takie jak edukacja mogą być ważniejsze od doboru naturalnego. Kiedy Galton zasugerował, że opublikowanie badań może stanowić zachętę do zawierania małżeństw wewnątrz „kasty obdarzonych przez naturę”, Darwin przewidywał problemy praktyczne i uznał plany ulepszenia gatunku człowieka za utopijne; uważał, że wystarczy tylko uświadomić ludziom znaczenie dziedziczenia a decyzję wchodzenia w związki z określonymi osobami pozostawić im samym.
W 1883, już po śmierci Darwina, Galton nazwał dziedzinę swoich badań eugeniką; opracował również podstawy biometrii. Oparte na nich ruchy eugeniczne rozpowszechniły się w wielu krajach (Stanach Zjednoczonych, Skandynawii, Niemczech), gdy wczesny darwinizm stracił już popularność na rzecz genetyki mendlowskiej. Za cel stawiały sobie wspieranie łączenia się w pary jednostek uznawanych za najbardziej wartościowe, a tym samym stopniowe doskonalenie społeczeństwa.
Ruch ewoluował stopniowo w kierunku eugeniki „negatywnej”, starającej się wyeliminować z rozrodu niepożądane jednostki (niepełnosprawnych, przestępców), czego przejawem były ustawy o przymusowej sterylizacji w USA, skopiowane przez III Rzeszę i będące podstawą nazistowskiej eugeniki, opartej na rasizmie i higienie rasowej.
Po eksperymentach eugenicznych prowadzonych przez nazistów w III Rzeszy eugenika na całym świecie została uznana za pseudonaukę i stopniowo zarzucona.

### Darwinizm społeczny
Wykorzystywanie teorii opisowych jako usprawiedliwienie osądów moralnych i działania społecznego prowadzi do etycznego problemu gilotyny Hume’a. Thomas Malthus dowodził, że fakt, iż populacja wciąż rozrasta się ponad dostępne zasoby, został umyślnie ustanowiony przez Boga, aby zmusić ludzi do wydajnej pracy zgodnej z etyką protestancką i umiaru w zakładaniu rodzin; poglądy te zostały wykorzystane w latach 30. XIX w., aby uzasadnić leseferyzm i zakładanie tzw. workhouses (przytułków, których mieszkańcy pracowali na swoje utrzymanie) . Często uważano, że ewolucja ma implikacje społeczne. Herbert Spencer w książce Social Statics z 1851 oparł idee wolności człowieka i indywidualnych swobód na swojej lamarkistowskiej teorii ewolucyjnej.
Darwinowska teoria ewolucji była teorią czysto opisową. Darwin uważał za absurdalne myślenie o jednym zwierzęciu jako lepszym od innego i nie widział żadnego celu ewolucji. Mimo to krótko po wydaniu O powstawaniu gatunków w 1859 krytycy kpili z jego opisu walki o byt, uważając je za maltuzjańskie uzasadnienie ówczesnego angielskiego kapitalizmu przemysłowego. Pojęcie darwinizmu było też używane na określenie innych, czasami w ogóle niezwiązanych z biologią teorii, np. poglądów Herberta Spencera, twierdzącego że w warunkach gospodarki wolnorynkowej przeżywają najlepiej dostosowani (survival of the fittest), czy rasistowskich teorii Ernsta Haeckela dotyczących rozwoju człowieka (zdaniem Haeckela, który łączył XIX-wieczną niemiecką filozofię natury z darwinizmem, państwo narodowe wolno porównać z organizmem biologicznym podlegającym ewolucji i prawom naturalnym). Darwin nie podzielał poglądów rasistowskich (powszechnych w jego czasach), co zostało wykazane przez filozofa Antony’ego Flewa. Był również przeciwnikiem niewolnictwa, uznawania różnych ras człowieka za osobne gatunki i złego traktowania tubylczej ludności przez białych kolonizatorów. Darwin nie podzielał powszechnego wówczas poglądu, że inne rasy są gorsze i na przykład o swoim nauczycielu taksydermii, Johnie Edmonstone, który był wyzwolonym czarnym niewolnikiem, mówił, że często z nim przesiadywał, ponieważ był on bardzo miłym i inteligentnym człowiekiem.
Poglądy Darwina na sprawy społeczne i polityczne były odzwierciedleniem jego pozycji społecznej i czasów, w których żył. Cenił cywilizację europejską i uważał, że kolonializm przyczynia się do rozpowszechnienia jej wartości; eksterminacja dzikich plemion, które nie poddały się ucywilizowaniu, była przy tym smutną, ale nieuniknioną koniecznością. Teorie Darwina przedstawiały te procesy jako zgodne z naturą i często podpierano się nimi, prowadząc politykę, która stała w sprzeczności z humanitarnymi zasadami samego przyrodnika. Dobór naturalny był wykorzystywany dla uzasadnienia różnych, często sprzecznych ideologii i praktyk, np. leseferyzmu, rasizmu, wojny, kolonializmu i imperializmu. Holistyczne postrzeganie natury przez Darwina oznaczało jednak również, że dostrzegał on wzajemne uzależnienie różnych organizmów od siebie, co zyskało mu sympatyków wśród pacyfistów, socjalistów, liberałów reformatorów społecznych i anarchistów, takich jak Piotr Kropotkin, którzy podkreślali przewagę współpracy nad walką w obrębie gatunku. Sam Darwin utrzymywał, że polityka społeczna nie może opierać się na koncepcjach walki i doboru w naturze.
Pojęcie darwinizmu społecznego było używane od lat 90. XIX w., szerzej rozpowszechniło się jednak dopiero w latach 40. XX w.; w pejoratywnym znaczeniu używał go np. Richard Hofstadter, atakując leseferystyczny konserwatyzm przeciwników reform i socjalizmu, m.in. Williama Grahama Sumnera. Obecnie pojęcie to jest często używane przez etyków i publicystów wyrażających obawy w związku z różnymi negatywnymi zjawiskami, które ich zdaniem są moralnymi skutkami ewolucji.

## Upamiętnienie

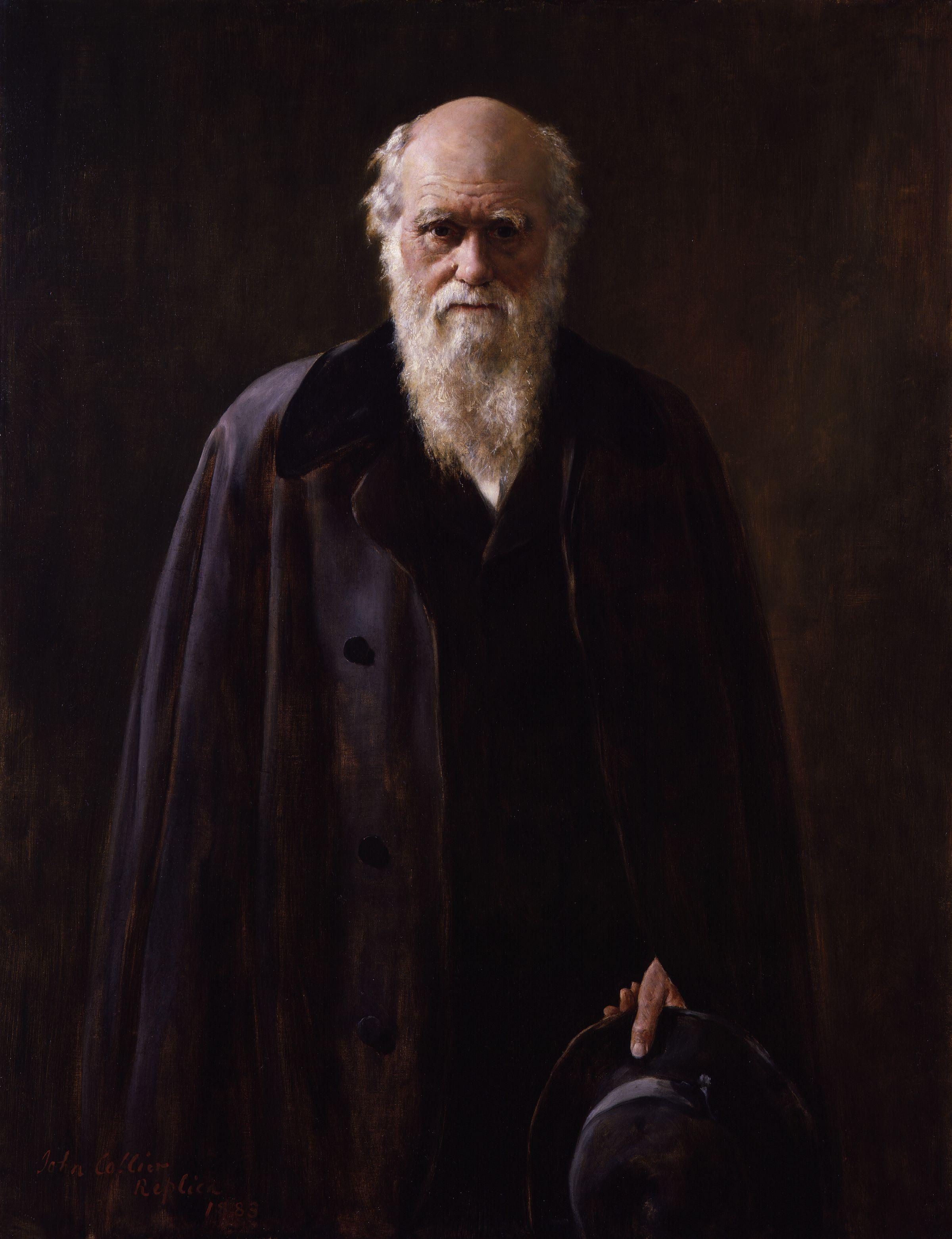
W 1881 Darwin był już uznanym uczonym, ciągle jednak pracował nad swoją teorią ewolucji, która wywarła ogromny wpływ na wiele dziedzin nauki

Wiele miejsc na Ziemi już za życia przyrodnika nazwano imieniem Darwina. Obszar wodny przyległy do kanału Beagle Robert FitzRoy nazwał cieśniną Darwina (ang. Darwin Sound) po tym, jak szybkie działanie Darwina i dwóch lub trzech innych członków załogi uratowało ich od wyrzucenia na brzeg, gdy spadający lodowiec spowodował falę, która mogła porwać ich łodzie. Pobliska Monte Darwin została tak nazwana z okazji 25. urodzin przyrodnika. Inna cieśnina Darwina, na Wyspach Królowej Charlotty w Kolumbii Brytyjskiej, pomiędzy wyspą Moresby i Wyspą Lyella, została tak nazwana w 1878 przez ówczesnego głównego geografa Kanady George’a Dawsona. Gdy HMS Beagle badał Australię w 1839, przyjaciel Darwina John Lort Stokes zauważył naturalny port, który kapitan statku John Clements Wickham nazwał Port Darwin. W 1869 w miejscu tym powstała osada Palmerston, której nazwę w 1911 oficjalnie zmieniono na Darwin (obecnie stolica Terytorium Północnego). W Darwin znajduje się też siedziba Charles Darwin University oraz Charles Darwin National Park.
Darwin College w Cambridge, założony w 1964, został nazwany na cześć rodziny Darwinów, m.in. dlatego, że część terenu była w jej posiadaniu.
Royal Society od 1890 roku, co dwa lata przyznaje Medal Darwina za szczególny wkład w biologię.
Linnean Society of London od 1908 roku upamiętnia dokonania Darwina, przyznając Darwin-Wallace Medal.
Ponad 120 gatunków i 9 rodzajów zostało nazwanych na cześć przyrodnika. W 2009 bardzo dobrze zachowana skamieniałość ssaka naczelnego sprzed 47 milionów lat została określona jako znaczące brakujące ogniwo ewolucji i nazwana Darwinius dla uczczenia dwóchsetlecia urodzin Darwina. Grupa gatunków spokrewniona z tymi, które Darwin odkrył na wyspach Galapagos, stała się powszechnie znana jako zięby Darwina po publikacji książki Davida Lacka o takimże tytule w 1947 (w rzeczywistości są one bliżej spokrewnione z amerykańskimi trznadlami lub tanagrami niż z łuszczakami).
W 1992 Darwin znalazł się na 16. miejscu listy 100 postaci, które miały największy wpływ na dzieje ludzkości. Znalazł się również na 4. miejscu listy 100 Najwybitniejszych Brytyjczyków. W 2000 jego wizerunek został umieszczony na dziesięciofuntowym banknocie Bank of England, zastępując na nim Charlesa Dickensa.
Fundacja im. Charlesa Darwina, która ma swoją placówkę w Stacji Badawczej im Charlesa Darwina na wyspach Galapagos, pomaga w reintrodukcji przedrzeźniaczy na wyspie Floreanie (dawnej Charles Island). Ptaki te jako pierwsze zwróciły uwagę Darwina na fakt, że na każdej wyspie archipelagu występują różniące się od siebie gatunki roślin i zwierząt; później zostały wyparte z głównej wyspy przez gatunki europejskie, głównie szczury i kozy, ale przetrwały na dwóch mniejszych, pobliskich wyspach.
Co roku przyznawane są też żartobliwe Nagrody Darwina dla „upamiętnienia osób, które przyczyniły się do przetrwania naszego gatunku w długiej skali czasowej, eliminując swoje geny z puli genów ludzkości w nadzwyczaj idiotyczny sposób”.
Napisano wiele biografii Darwina. Zbeletryzowaną, opartą na dogłębnych badaniach nad życiem przyrodnika, opowieścią o losach Darwina jest powieść The Origin Irvinga Stone’a.
W 1960 roku jego imieniem nazwano ulicę na warszawskiej Pradze.

### Upamiętnienie w 2009

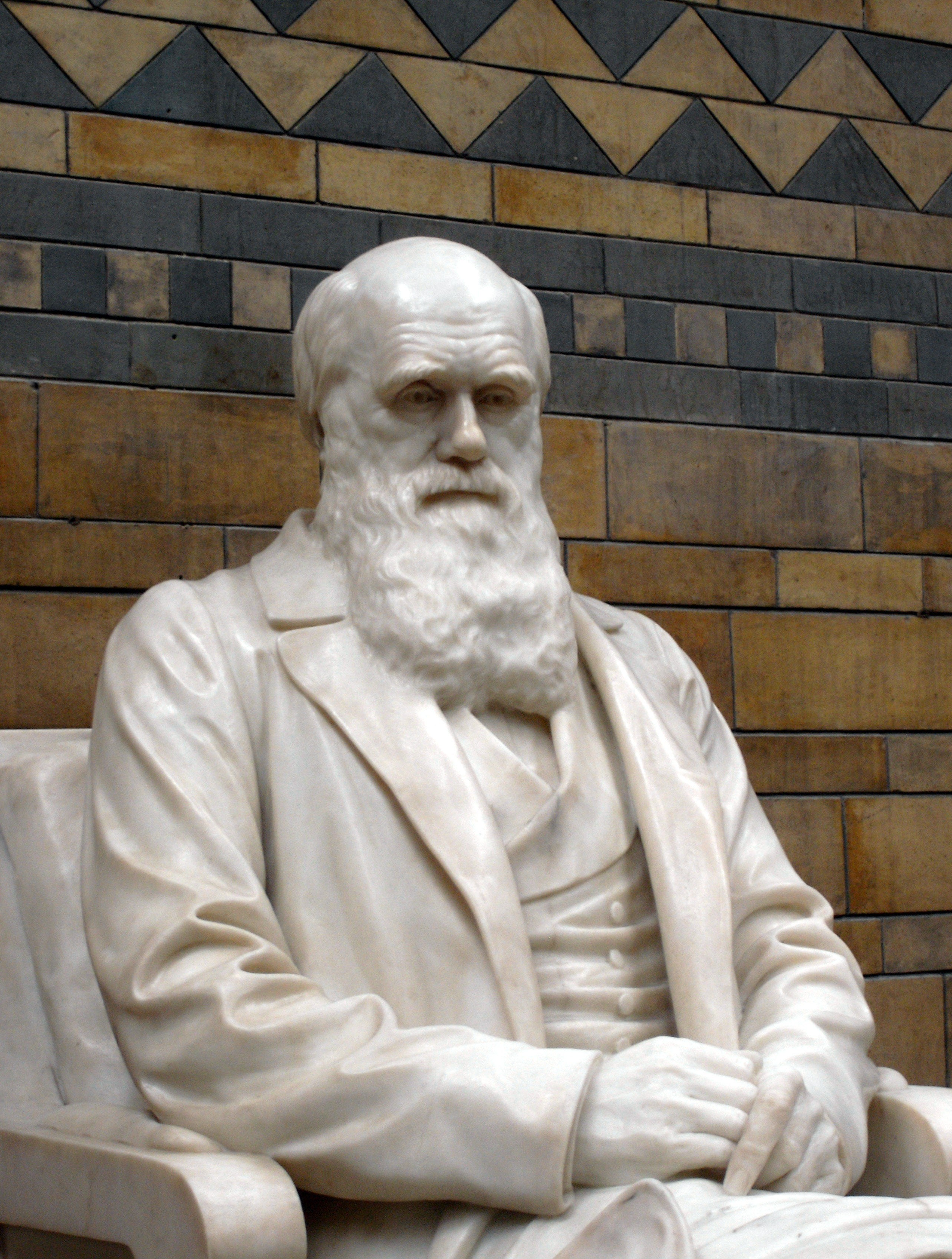
Posąg Charlesa Darwina w Muzeum Historii Naturalnej w Londynie

W 2009, z okazji dwusetlecia narodzin Darwina i 150. rocznicy wydania O powstawaniu gatunków, corocznie obchodzony 12 lutego Dzień Darwina przekształcił się w całoroczne święto, któremu towarzyszyły publikacje i imprezy organizowane na całym świecie. W Amerykańskim Muzeum Historii Naturalnej w Nowym Jorku wystawa poświęconą Darwinowi była już w latach 2005–2006, następnie pokazywano ją w Muzeum Nauki w Bostonie (2006–2007), Muzeum Historii Naturalnej w Chicago (2007–2008) i w Royal Ontario Museum w Toronto, Kanada (2008), a od października 2008 do kwietnia 2009 w Muzeum Historii Naturalnej w Londynie w ramach ogólnokrajowego projektu Darwin200. Od 12 lutego do 3 maja 2009 powiązana wystawa była pokazywana w Palazzo delle Esposizioni w Rzymie. Na University of Cambridge w lipcu 2009 odbył się festiwal poświęcony Darwinowi. Również w miejscu jego narodzin odbył się Darwin's Shrewsbury 2009 Festival.
W Wielkiej Brytanii wprowadzono do obiegu dwufuntową monetę z portretem Darwina naprzeciw szympansa z inskrypcją 1809 DARWIN 2009 na otoku oraz napisem ON THE ORIGIN OF SPECIES 1859 na bocznej krawędzi monety. Dla upamiętnienia jego życia i osiągnięć BBC wyprodukowała wiele programów radiowych i telewizyjnych pod wspólną nazwą BBC Darwin Season.
We wrześniu 2008 Kościół Anglii opublikował artykuł, w którym dwusetna rocznica narodzin Darwina została uznana za odpowiedni moment, aby przeprosić go za niezrozumienie, z jakim spotkały się jego teorie.
W 2009 na ekrany kin trafił też film fabularny Darwin. Miłość i ewolucja, poświęcony Darwinowi.

## Inne prace
Darwin był płodnym pisarzem. Nawet gdyby nie opublikował swoich prac dotyczących ewolucji, nadal miałby duże znaczenie jako autor The Voyage of the Beagle, geolog, który pisał na temat kontynentu południowoamerykańskiego i rozwiązał zagadkę powstawania atoli, czy biolog publikujący rozstrzygające prace na temat wąsonogów. Choć szeroka publiczność patrzy na jego dorobek głównie przez pryzmat dzieła O powstawaniu gatunków, równie duże znaczenie dla nauki miały też inne jego prace, jak The Descent of Man, and Selection in Relation to Sex, The Expression of Emotions in Man and Animals, która została zainspirowana obserwacjami w czasie podróży dookoła świata, kiedy zauważył uniwersalne rozumienie okazywanych emocji, mimo nieznajomości wspólnego języka, przez spotykających się ludzi z różnych kultur. Duże znaczenia miały także książki z dziedziny botaniki, w których opisywał swoje innowacyjne badania (m.in. The Power of Movement in Plants), czy wreszcie ostatnia z prac badacza – The Formation of Vegetable Mould through the Action of Worms.
Nazwy systematyczne taksonów, które Darwin jako pierwszy opisał naukowo, są oznaczane skrótem „Darwin”.